# 儒家
儒家，又稱儒學，諸子百家及九流十家之一，是一種起源於中國並同時影響及流傳至其他周遭東亞地區國家的思想、哲理。公元前5世紀由孔子創立，脫胎自周朝，處處可見禮樂傳統，以仁义、恕悌、誠信、忠孝為核心價值，著重君子的品德修養，強調仁與禮相輔相成，重視五倫與家族倫理，提倡教化和仁政，富於入世理想與人文主義精神，被描述為傳統、哲學、宗教、理性主義、治理方式或生活方式的思想和行為。儒家主張仁德治國，以禮規範人的言行，可化解衝突，進以使國家和平。
儒家起初屬諸子百家之一，在秦代與法家理念不合而式微，自漢代起得到朝廷獨尊，成為官學與國教，掌握文化教育與入仕之途，奠定儒家在中國歷史文化的崇高地位。在兩晉、南北朝和唐代，儒家與佛、道二家並稱三教，儒學一度失去在哲理思想領域的領導地位，繼後經宋、明大儒重新闡釋，形成理學，發展心學後得以重振聲勢，倫理思想滲透到中國社會各個層面，並流傳到朝鮮、越南、日本、琉球、臺灣、新加坡等地，大受尊崇，成為東亞一大學術思想體系。
儒家尊崇孔子為聖人，以四書五經為經典，得孟子、荀子、董仲舒、韓愈、二程、朱熹、王陽明、顧炎武、朝鮮李退溪、日本山崎闇齋等等大儒加以發揚，對東亞政治文化與社會教化都有其影響。至十九、二十世紀，傳統中國的政治體制和社會文化面臨西方政治制度和現代化的衝擊，又飽受內亂和列強干涉，儒家的地位也連帶受到打擊，成為知識份子以至於一般國民的攻擊對象。儒家的現代化轉型及其在現代社會中的角色，仍然是當代新儒家持續探索的課題。

## 在中國的起源與發展

### 形成於春秋末期

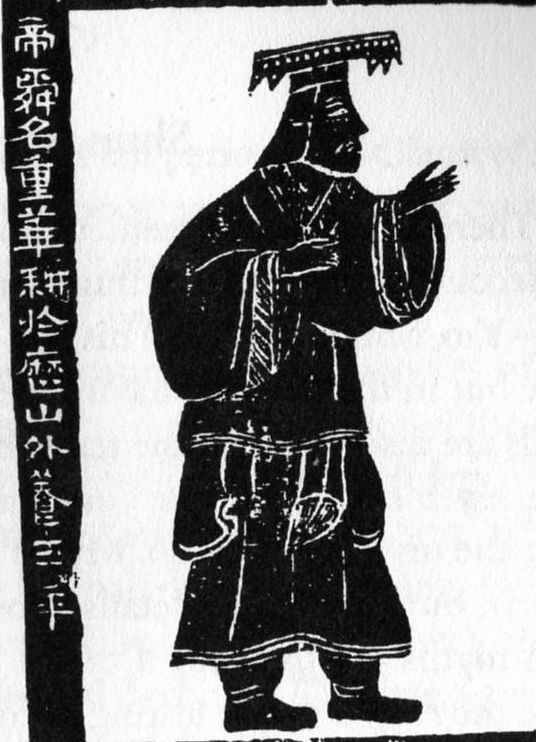
儒家聖王舜的漢代刻像

儒家由孔子創立，在周代禮樂傳統中成長和發展。周朝禮樂的主要功能，是與上帝、鬼神交通，「事神致福」，由巫覡操作:19、24，並從宗教祭祀擴展到社會倫理的領域，以德行解釋禮樂，以「德」為核心而建構人間秩序與禮的秩序；但祭祀仍是禮樂的核心，禮樂由巫覡設計和執行:31-32、35。春秋時代，「儒」者亦精通宗教禮儀，替人主持祭祀儀式，以此為業，世代相傳，與巫祝相似。春秋後期，周朝政治社會制度崩壞，貴族紛紛違反禮樂秩序:150、88，封建禮制分崩離析，周天子地位低落，無力挽救:21。孔子是禮學專家，與弟子都曾主持儀式，對當時已敗壞的禮樂極為不滿，決心從內部改造禮樂傳統:19、151，為舊有禮樂注入活力重新樹立其意義，恢復秩序:18、22，提倡「君子儒」，從禮樂專家轉型為知識人，提升了「儒」者的思想地位，形成「儒家」:151，「儒」成為學者的同義詞。孔子自視為周朝文化的守護者，崇拜製禮作樂的周公，要加以效法:15、18-19，尋求禮樂的根本，主張禮樂必須以「仁」為精神核心，仁與禮互相支援互相制約，從哲學角度重新闡釋禮樂，標誌著儒家精神的開端，使儒家的人文主義超越了巫的傳統:98、19、152。

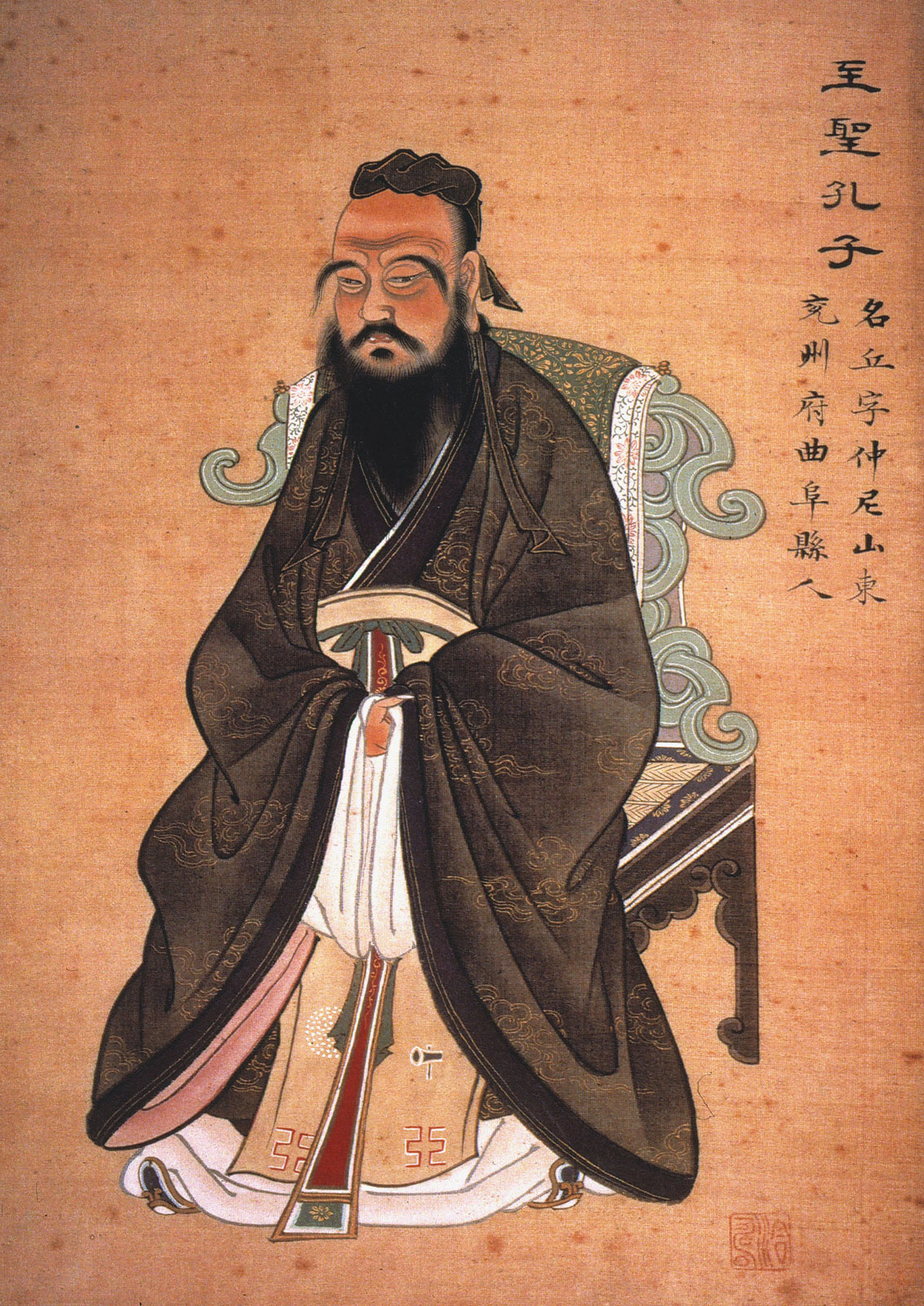
清代孔子畫像

孔子是貴族後人，生於保存周朝文化禮樂的魯國，為人好學，學識淵博，精通禮、樂、射、御、書、數六藝，年少時曾擔任下層官吏，管理倉庫與畜牧，從事教學，著重德行修養:24-25，50多歲時成為魯國中都宰，升任司空與大司寇，但他不滿魯國當權的季氏三家，於是離開魯國，游說其他國君採用其學說，帶同弟子，周遊列國13年，「知其不可為而為」，名揚四方；67歲時返回故鄉，整理經書與傳授門人。傳說孔子有弟子3000人，精通六藝的有72位:26-27。孔子提倡學以成人，自稱「述而不作」，信而好古，相信上古聖王堯舜時是大同時代，繼承周代的政治思想，認為為政者必須有美德:22、17-20，把禮的根源由「天」改為內求於「心」，以「仁」為禮之本，仁內而禮外，仁是禮的精神內核，而禮則是仁的載體，使仁的精神得以顯現:60、102-103。孔子深信自己受命於天，天命要他承擔起領導精神世界的大任，傳「道」於天下，他也毅然以此自任:49、51，雖失敗於政治改革，卻誨人不倦，激勵許多追隨者，使人心悅誠，沒有實現儒家內聖外王的最高理想，卻受尊為至聖先師，「聖之時者」:15-16。

### 戰國至秦代
孔子弟子中，顏回、梁鳣、曾參、子貢、子夏等最為熱忱，身後弟子分為八派，世称儒家八派:
- 子張之儒（颛孙师，门人）。
- 子思之儒（孔伋，门人）。
- 顏氏之儒（颜回，门人）。
- 仲梁氏之儒（梁鳣、梁赎、曾参、子夏，门人）。
- 漆雕氏之儒（漆雕开、漆雕哆、漆雕徒父，门人）。
- 孟氏之儒（孟子，门人）。
- 孙氏之儒（荀子（又名孙卿），门人）。
- 乐正氏之儒（孟子弟子乐正克，门人）。

孔子孫（子思）的再傳弟子孟子，主張仁政和王道，自視為王者之師，指出真君子是「富貴不能淫，貧賤不能移，威武不能屈」:28、30，儒者是衛道之士，道德模範。孟子又批評當時墨家和楊朱的主張，主張重義尚公，為政者應以身作則，廣施仁義，實行王道，以民為本：「民為貴，社禝次之，君為輕」:31-32。孟子相信人性本善，能透過自己的努力臻於完美，人人都有惻隱之心、羞惡之心、辭讓之心和是非之心，可以培養成仁、義、禮、智四種美德，稱為「四端」。人能充分認識「心」，就能了解本性，進一步認識「天」:33-35。荀子是齊國稷下學者中最出色的一位，以博學雄辯著稱，傾向現實主義，認為孟子人性本善之說過於天真樂觀，忽略了禮法穩定社會的作用。他強調人性本惡，心卻有認知功能，人們自我約束，按禮法行事，並接受教育，就能成為有德之人。他亦提倡仁政和王道，人要學習經書典籍，以及官府的法規，傾向權威主義，與法家學說有相通之處，其弟子韓非和李斯，都是法家的代表人物:36-37，但荀子仍被尊為儒者的典範。孟、荀二子深化和開拓了儒家思想，充分詮釋孔子的人性論與天道觀:38。
戰國時代後期，法家與儒家針鋒相對，法家批評儒家的仁政，譬喻為慈母的溺愛，導致姑息養奸，縱民為患:300-301。秦始皇厲行法治，視儒家為不容，下令焚毀經書，坑殺儒者，即「焚書坑儒」:93。

### 漢代

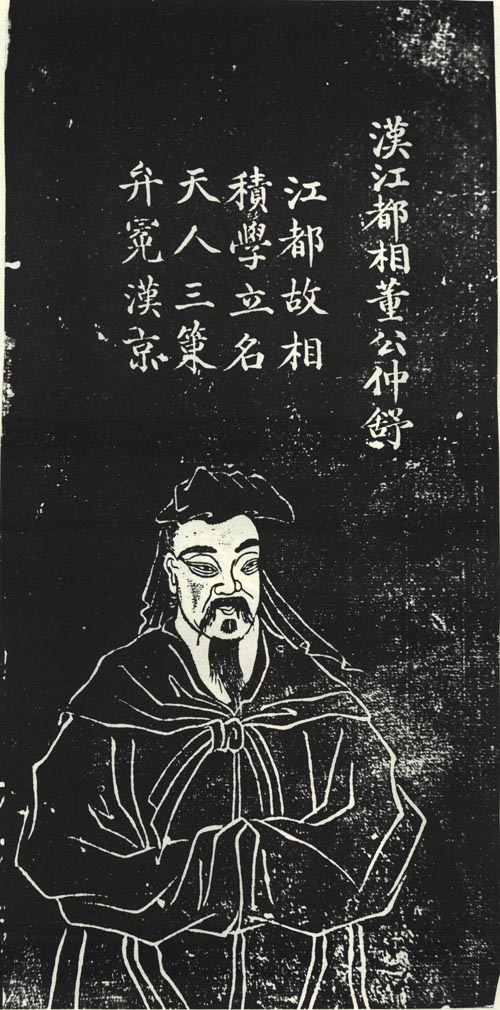
漢代儒生董仲舒像

西漢初年，黃老道家學說盛行，儒家亦加入了漢朝，儒生叔孫通為漢高祖制訂朝儀，陸賈和賈誼等少數幾位儒生亦提出政見。漢武帝時，儒家開始廣泛影響官員，漢武帝氣質上是個法家式的暴君:39，卻接受丞相公孫弘獨尊儒術的建議，使儒家成為官方意識形態，五經成為學術與教育的核心。前136年，漢武帝設立五經博士，前124年，挑選50名「博士弟子」，創立太學，到前8年，太學生多達3000人，每年有約100名儒生通過考核成為官員，儒生開始掌管朝廷禮制:40。西漢後期，儒家改革宗廟、郊祀等國家祭祀，滲透到公卿階層，使儒教國教化:1。58年，所有官學都祭祀孔子，175年，學者討論後，官方頒佈五經的正式版本，刻於石碑，在洛陽豎立:40。東漢後期，全國士人都曾研習儒家經典，官學定期舉行祭孔大典，孔子受奉若神明，孔廟遍佈全國兩千多個縣。漢末宦官專權，激起太學生的激烈抗議，朝廷加以高壓，169年監禁和流放數千名太學生及同情他們的官員:45-46。
漢代儒家建基於天人感應之說，不太重視孔孟的心性論，忽略內聖而著重外王:118
，有時表現為一種利祿之途。漢代儒學代表人物是董仲舒，特別著重《春秋》經，堅持道德理想主義，主張「正其誼不謀其利，明其道不計其功」:41-42。他肯定君主的無比權力，也設法防止君權超越一定的範圍:1。他提出天人相應的理論，一年4季、12個月、366天，與人的4肢、12節（每肢3節）、366骨是相應的。天人相應的形而上學，引申出天人感應的信念，把儒家倫理與宇宙觀結合。其災異說認為，旱災地震、日蝕彗星，以至婦人生鬚，一切不尋常的自然現象，都是上天對統治者的警告。這種天人感應說成為儒家遏制皇權的手段:43。董仲舒屬今文經學派，今文經以漢代通行的隸書書寫，熱衷探索經書中的「微言大義」。漢代古文經學的態度則較理性，古文經以先秦篆書書寫，代表學者有揚雄，他模倣《論語》和《易經》，著有《法言》與《太玄》:44。

### 魏晉至唐代
魏晉時期政治動亂，外族入侵，佛道二教興起流傳:47，受道家思想影響的士人，反對周、孔名教，之後佛教長期支配中國的思想界與民間信仰:229，形成三教鼎立，互相抗衡的局面:63，儒家一度失去獨尊地位，經學大受衝擊:9。但儒家仍是主流的政治與倫理思想，魏晉玄學代表人物王弼認為，孔子對「道」的體會超過老子；北魏等胡人政權漢化時，亦會儒家化:46-47；禮學得到朝廷重視，切實推行:9。南北朝後期及唐代，朝廷一再下詔辯論教優劣，儒家被視為「治世」之教，與修心的佛教與養生的道教並列:70-74。唐代儒學復興，官方編定《五經正義》，總結漢、魏以來的經學，門第貴族以禮法維繫，儒家三禮之學較為盛行:99，儒家禮儀貫徹於帝國行政，包括《唐律》的編纂，建立科舉制度，精通經學成為出仕條件，從此士人思想深受儒家體系影響。唐代的哲學思想，卻仍為佛教所壟斷，《中庸》和《易傳》等具有形而上學意義的儒家經典，也受僧人道士注意。李翱撰有《復性書》:47，韓愈則提出道統問題，排斥佛教，力求復興儒學。為了回應佛道二教的挑戰，儒家開始重新解釋古典的儒學:48、50。

### 宋元

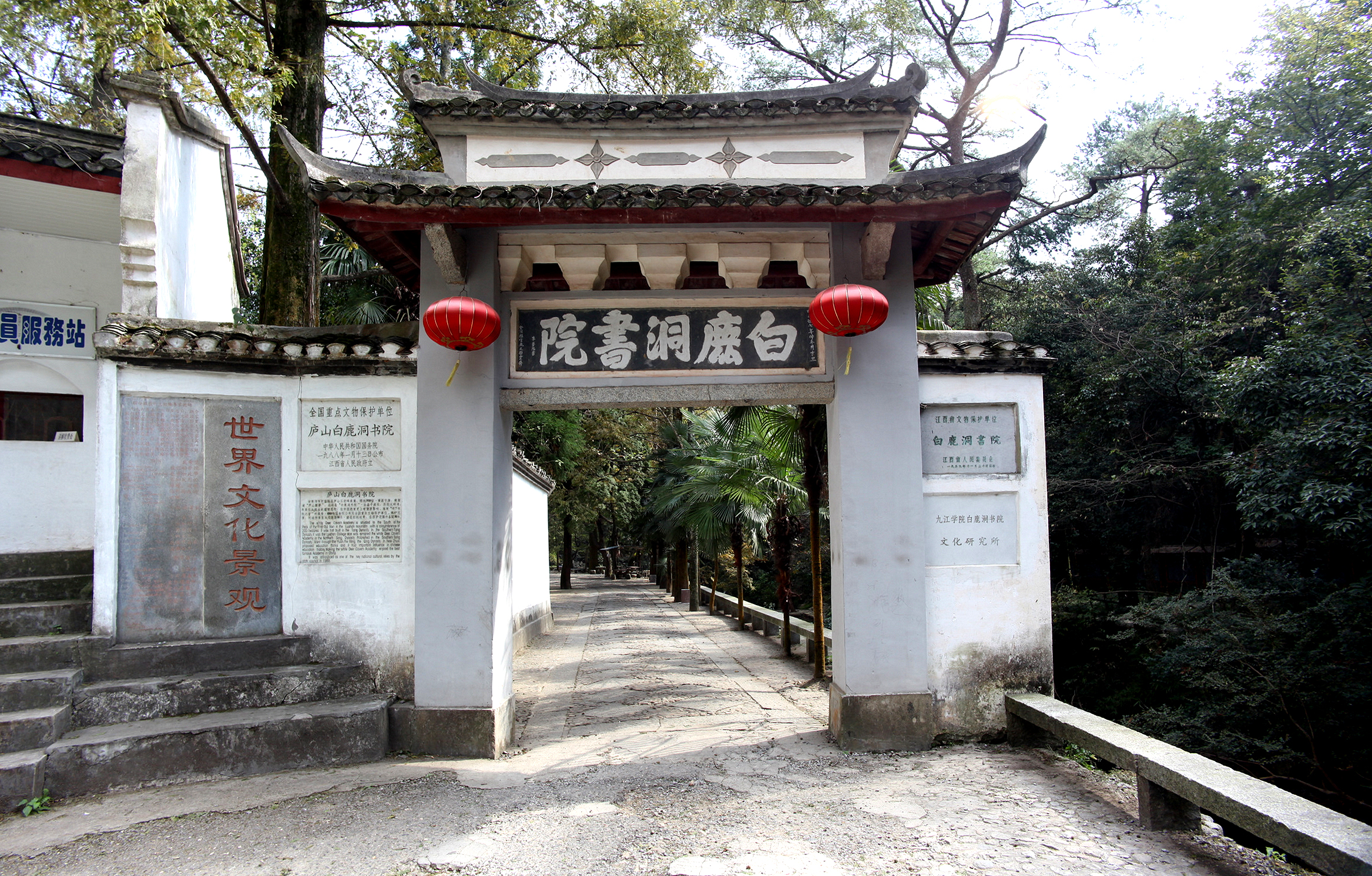
白鹿洞書院今貌

宋代理學受佛學影響而形成，拓展了先秦儒家傳統:158。宋代許多名臣與士大夫，如胡瑗、孫復、范仲淹、王安石、歐陽修、蘇軾、司馬光、邵雍，都有功於復興儒家。當中周敦頤、張載、程顥、程頤、朱熹五人，整合個人修身、道德倫理、形而上學與歷史哲學，使儒學恢復生機，傳承了儒家道統，稱為理學:51-52。周敦頤詮釋道教的太極圖，建立天地人三才觀，人要贊育天地之化；他認為天道寂然不動，聖人亦常處寂靜，又感通萬物，洞察入微:52-54。張載所撰《西銘》，傳揚民胞物與的信念，成為理學信念的宣言：「民吾同胞，物吾與也，......凡天下疲癃殘疾、惸獨鰥寡，皆吾兄弟之顛連而無告者也」，指出「理一分殊」，氣把人與天地萬物結合在一起:56-58。程顥強調天人相感相應，「仁者渾然與物同體」，天理普遍存在於萬物與人性之中，人心誠敬，即可得淨化。程頤進一步提出「涵養須用敬，進學則在致知」，在修身之道強調「格物」，並不獨尊「心」的重要性:59-60。
南宋朱熹追隨程頤的理學，確立了身後數百年儒學的面貌，影響不限於中國，擴及朝鮮與日本。朱熹定出《大學》、《論語》、《孟子》、《中庸》的次序，稱之為四書，置於五經之上，綜合加以注釋:60-61。他追尊北宋諸子為孔孟道統的繼承人，主張格物，以心去探知事物根本之理，以實現「仁」；人要涵養誠敬之心，也要求致廣博之知。他在江西重建白鹿洞書院，教學內容包括讀書、靜坐、禮儀、書法、算術等等，成為後世東亞各地書院的模範:62。與朱熹同時代的大儒陸九淵，思想本於《孟子》，主張「立乎其大」，強調與宇宙渾然一體的直觀體會，「宇宙便是吾心，吾心即是宇宙」，批評朱熹格物之說支離破碎，曾與朱熹在鵝湖寺辯論，其心學及後在明代與日本德川幕府一度發揚光大:64。
元朝首創以四書為科舉考試的主要內容。部份儒生出仕於異族王朝，朝廷首席學者許衡引進和簡化了朱子學，親自教授蒙古王室子弟；部份儒生則不願出仕，劉因重視格物而不廢心學，吳澄則嘗試調和朱陸異同:67-68。

### 明代

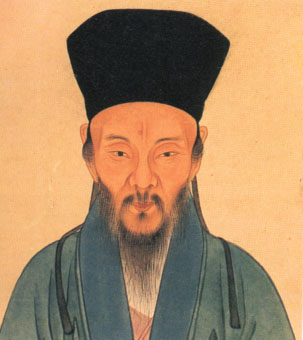
明代大儒王陽明像

明朝是君主專制和中央集權的高峰，儒家在政治高壓下另覓出路，轉向擴大民間社會的空間:9、22。有志濟世的儒生，許多放棄「得君行道」的方法，轉而採用「移風易俗」的路線，避開政治，說教對象不是朝廷而是社會，轉向民間開拓新空間，找到安全的思想新出路:31、11。明代首位大儒是薛瑄，他緊隨朱子學，又格外重視修心養性；吳與弼和陳獻章都有功於儒學，指出學習不單為科舉考試，而是為明心見性，為王陽明學說奠基。王陽明是朱熹以後影響最大的儒者，發展了陸九淵的心學，批評朱子後學過分著重文字細節。他主張知行合一，道德教育植根於「心之本體」，又叫「良知」，即人人皆有的良心，胸懷天地的人，不忘惻隱之心:68-69。王陽明主張良知是人人都具有的，把決定是非之權暗中從朝廷還給每一個人，有抵抗專制的意義，陽明學末流亦傾向不談政治:11。王陽明後學著名的有王艮、王畿、李贄等，其道德樂觀主義在明末則受到劉宗周等儒者的批評:70。明末政治動蕩，很多文人開始有意識批判朱熹、王陽明等人的學説。劉宗周弟子黃宗羲編撰《明儒學案》，顧炎武專長於制度史、音韻學與古籍研究，被尊為樸學巨擘。王夫之對形而上學、史學與經籍有詳細著述，是儒學史上最有創意的思想家:71-72。王夫之多數著作涉及反清思想，直到約兩百年後被曾國藩等人重新刊行並在湘軍中廣爲流行，隨後影響波及全國引起持續轟動，深刻塑造和影響了包括譚嗣同、黃興、毛澤東在内的晚清以來政治人物的思想。

### 清代
清代中國的儒家化達到頂點。清朝把儒學轉變成政治意識形態，把詮釋儒學最後真義視作帝王特權，通過文字獄消磨儒生精力:75。清朝屢興文字獄，使儒家在經學考証中求逃避:35，史稱乾嘉學派。顧炎武的古籍整理，在18世紀也激發起儒者投身樸學，專致於考據語義與版本。其中戴震是最具哲學思想的考據學家，撰有《孟子字義疏証》抨擊宋學，並參與編纂《四庫全書》:75。
晚清以來，中國變局前所未有，儒家的中心地位動搖，儒家秩序開始解體。為了救亡圖存:1、6，甲午戰爭以後，儒家開始發現西方思想與制度，是中國求富強必須借鑑的。今文派的公羊改制說和古文派的融通中西學說，都通過西方的觀念和價值，重新闡明儒學的現代意義，擴大儒學系統:30、36。今文經學家康有為、古文經學家章太炎、劉師培，都批評儒家政教禮俗的流弊，希望發揮儒家的原始精神，提出抑制君權而保障民權:2、4，興辦學會（如康有為的強學會），並重視個人自主，自由平等，希望擴大民間社會及個人的功能，使之從政府的壓制中解放出來:5-6、8。1905年，清朝廢除科舉，割斷儒學與利益分配的聯繫，儒家失去制度上的支持，只能以文化傳統的餘緒，綿延下去:96。

### 中华民国时期
到了清末，儒家已沒有制度可供托身，儒學出現嚴重危機:42、1。清末民初中國一再失敗，知識份子開始相信中國文化已經崩壞，儒家也受到猛烈抨擊，被認為是罪魁禍首，應為專制落後、貧窮疾病，以至裹小腳等各種弊病負責:137。辛亥革命之後，儒家建制迅速崩潰，儒學失去具體托身之所:37。袁世凱把儒家封為「國教」，使他登極的野心合法化，嚴重打擊儒家聲譽；孫傳芳、張宗昌等軍閥為了抬高自己的聲望也提倡儒家，進一步挫傷中國人對儒家的認同:251，儒家文化象徵受濫用，使知識份子對儒家更為絕望:55。儒家在新文化運動中首當其衝，成為反傳統的主要對象，被視為民主和科學的敵人:232。隨著新式學堂取代科舉，儒家經典越來越沒有人讀。民國初年中小學堂的修身和國文課程，仍採用經訓和孔子言行；五四運動以後教育界主流則視讀經為大忌，教育內容中儒家思想所佔比重越來越輕，以至完全消失。一般人平時接觸不到儒家，就算是耳濡目染的也多是批評，儒家源泉在社群中有枯竭之象:37-38。1920年代以來，反孔運動與民族主義結合多次湧現，儒家傳統的衰敗無可避免:137-138。

### 中华人民共和国时期

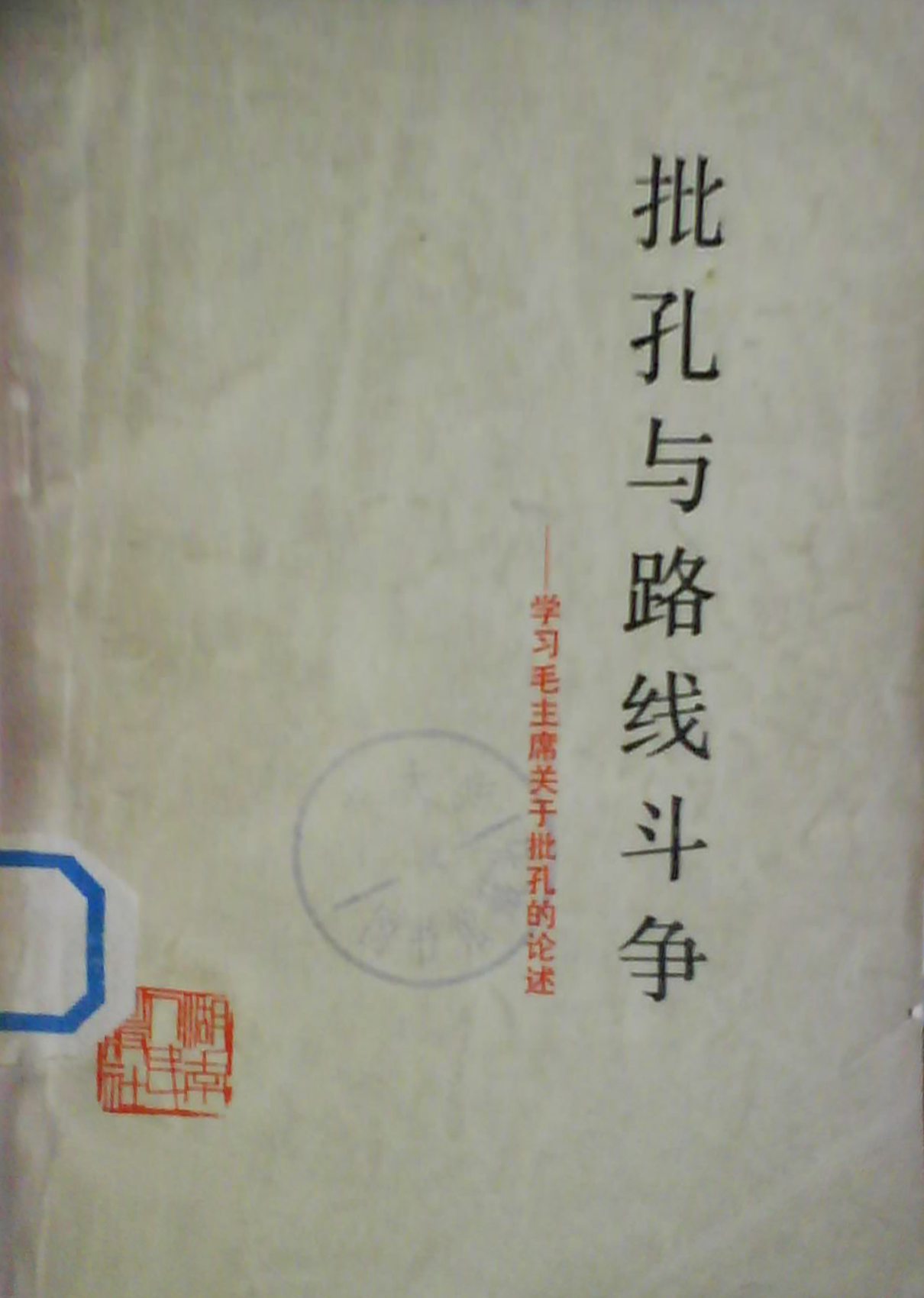
毛澤東的批孔論述書

20世紀後半葉，由於中国陆续發動批林批孔运动等政治運動，儒家文化在中國大陸遭到大規模損害:1，儒學在中國大陸一度處於沉寂狀態。
改革開放期間，儒家和老子莊子思想等廣闊的中國古典哲學，統稱国学，被評價為「中華民族優秀倫理道德」，官方鼓勵從中學習必不可少的商業道德。中国大陆后来又出现了80年代文化热及国学热。也有聲音認爲國家幹部也必須修習儒家思想。
21世紀開始，中國大陸對儒家的論述日漸增多，在學術思想界出現了「大陸新儒家」群體，推動儒家復興運動。江澤民主政時期再度強調儒家和新儒家，對此中華民國前總統李登輝批評其想利用儒教的「君臣之道」、「大一統」、「帝王」、「正統」思想控制人民。2004年開始，中国與世界範圍内的大學等教育機構携手設立孔子学院，其為宣傳講授漢語和漢文化，以建立良好外交關係為目的成立的公立機關。2005年以後，對儒家的再評價仍在進行中，慶祝孔子誕辰成爲全國性活動，學校也在積極地將教授論語納入課程。在文化大革命期間遭到徹底破壞的儒家相關的史跡設施也在近年急速開展修復作業。2014年，中國共產黨總書記習近平將馬克思主義與中國儒學相提並論。此外，一些新儒家学者更主张用儒家思想取代中国的马克思主义思想。

## 于其他區域之傳播與發展

### 漢字文化圈

#### 臺灣

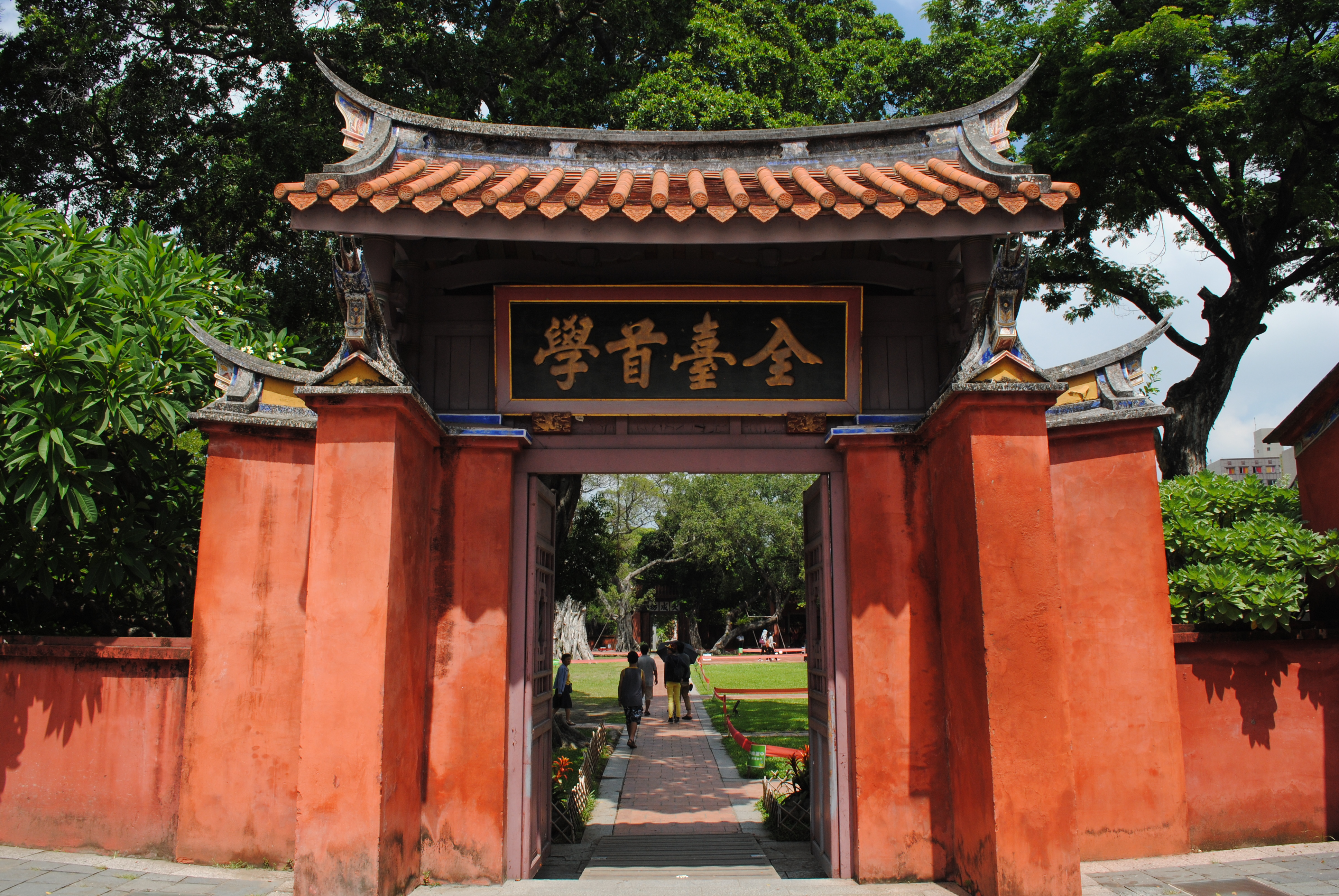
臺南孔子廟

1665年鄭氏政權的參軍陳永華上奏時任延平王的鄭經，以成湯與周文王的治國方針，說服其推動教育:5。1666年，全臺灣第一座孔子廟建成，這也是臺灣第一座官立的儒學學堂，被稱作全臺首學。當時廟學的國子監助教由著有《五經講義》葉亨擔任。另外，地方上也設立學校，只要年滿八歲就要入學。陳永華還制定科舉辦法，在天興州、萬年州，每三年有二次州試，合格後再通過府試、院試，就可進入太學就讀。此外為推動漢化，陳永華特別免除入學的原住民的徭役。鄭氏政權滅亡後，於康熙25年（1686）上任的第一任臺廈道周昌言：「本道自履任後，竊見偽進生員猶勤藜火，後秀子弟亦樂絃誦。」可見鄭氏政權於臺灣實施儒學教化卓有成效。
到了清領時期，臺灣各府設府儒學，縣設縣儒學，康熙年間總計全臺共有4座學宮。直到清廷割臺前夕，臺灣共設有13所儒學，其中有7所是鴉片戰爭後才建立的:8。到了1894年，全臺灣教授儒學與漢字的社學（含番社學與民社學）總共已超過200間:9。政府持續對原住民實施儒學教育，譬如張湄〈番俗〉詩之一：「鵝筒慣寫紅夷字，鴃舌能通先聖書；何物兒童真拔俗，琅琅音韻誦關雎。」

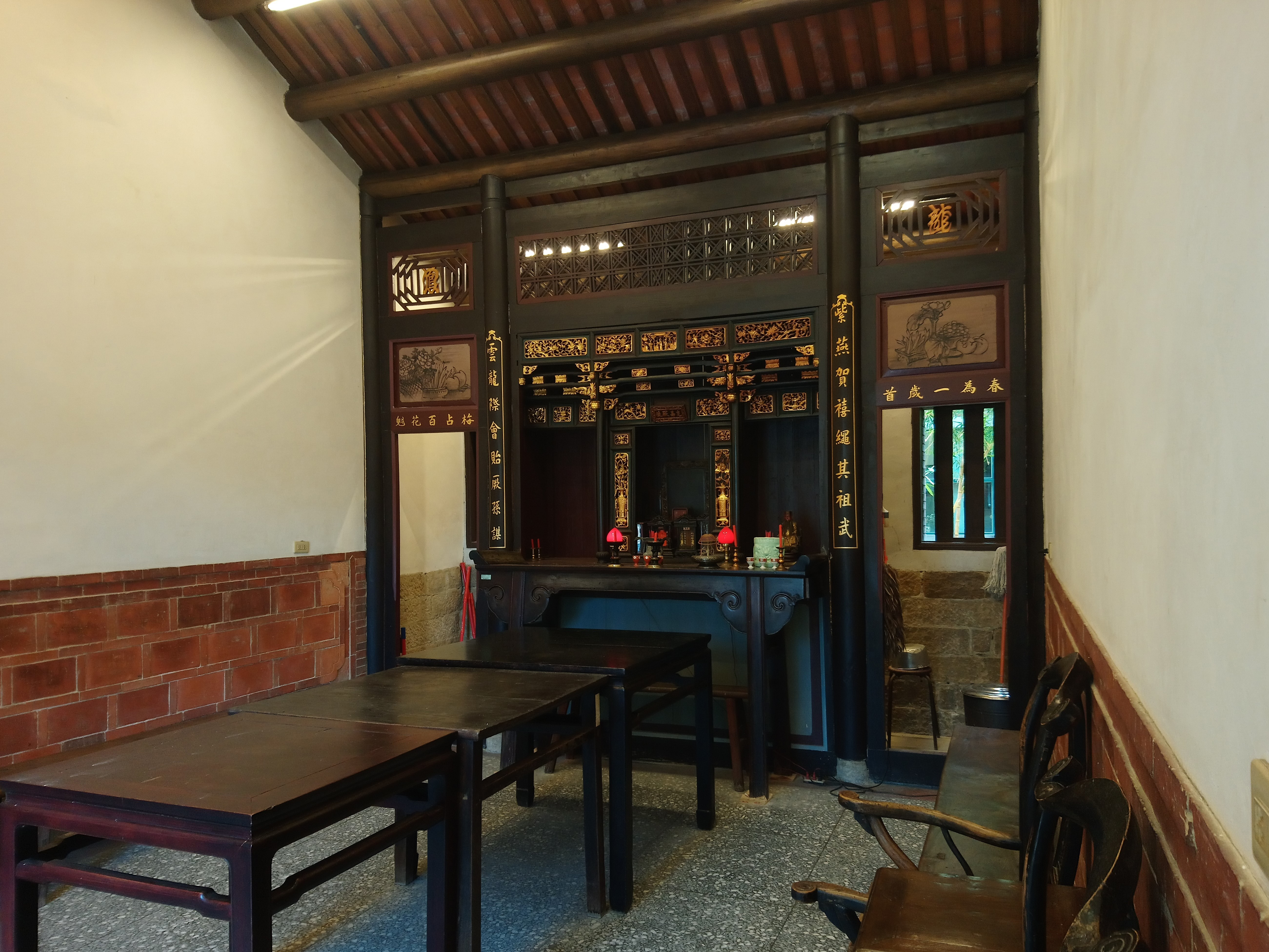
大安區龍安坡黃宅濂讓居公媽廳內部

1895年進入日治時期後，日本政府開始推動西化的公學校等現代義務教育，舊式漢學書房（私塾）日益被取代。雖兼重「國體論」與儒家思想，但隨著理化、歌唱、繪畫、體育等新課程的納入，傳統儒學已逐漸非教材重點:20。1917年，日本政府開始整修台南孔廟:5，當時臺南廳長枝德二並撰文立碑說明整修始末，碑身為於今孔廟東南側。山田孝使的《臺南聖廟考》一書亦載有施工前後的孔廟平面圖。
在1930年代，臺灣曾發生儒墨論戰。黃純青等傾向墨家的學者曾表示墨學「正是今日治本救時之良劑」，至於張純甫等傾向儒家的學者則表示「勵志專攻孔孟之學，尚慮不遑暇給，何暇涉獵群書？歐風猖獗如今之台灣，思想界之複雜，已達極點」。儒派力主傳統儒學，並痛斥墨學，而墨派則主張「儒墨並尊」才足以因應時代的需要。
1945年第二次世界大戰結束，國民政府接收臺灣後，開始以孔子誕辰作為教師節並紀念之。1966年，遷台的中國國民黨政府在臺灣推動中華文化復興運動，認為國父思想係「繼承堯、舜、禹、湯、文、武、周公、孔子聖聖相傳之道統」，並將中華文化基本教材列為高中國文課程。
到了2015年，全臺灣共有40餘座孔廟，其中有13個是由縣市政府管理的官方孔廟。此外，在臺灣的中華民國政府目前仍設有由孔子後代擔任的世襲大成至聖先師奉祀官。孟子、曾子等儒家聖人後代也有出任各自的奉祀官。

#### 越南

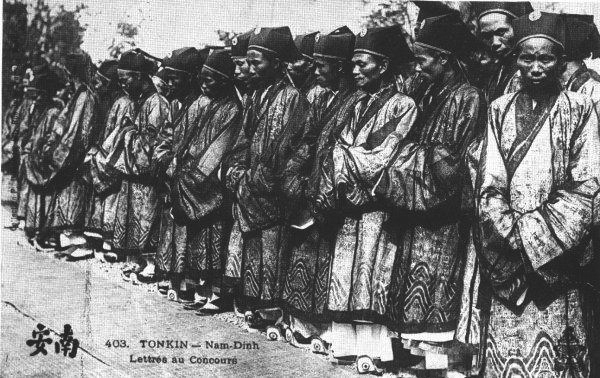
19世紀末越南參與科舉的儒生

儒家大抵在漢代已傳入越南，但當地一直沒有出色儒者或儒學著作。10世紀李朝成立，刻意採納儒家思想制度，儒家影響大增，深入政治領域，並擴展到教育、學術、文藝、文化風俗，地位逐漸提升，但在三教中未能取得優勢，僅與佛、道二家平分秋色。自15世紀後黎朝起，儒家超越佛、道二家，成為越南主流思想，滲透到社會的各階層，使越南一國的東南亞特質逐漸失色，中國文化佔了上風:222。到18及19世紀，儒家影響最為深刻。越南儒家著重經世之學，對純理論的研究興趣不高，兼用漢字與字喃寫作，注解經典或討論儒學。朱文安是首位著書討論儒家經典的士人，其《四書說約》以朱熹《四書章句集註》為基礎，介紹四書內容。胡季犛編有《明道》討論儒家思想。在17至19世紀，著名儒者有馮克寬、黎貴惇、吳時任、阮文超、嗣德帝等:223-224。

#### 馬來西亞
早期華人先輩到馬來西亞落地生根創辦華小和獨中以維護華文教育。大多數在華小接受教育的華人子弟都已經開始接觸儒家思想，其中弟子規和三字經更是現代馬來西亞華人的學校回憶。雖然馬來西亞華人人口每年都在下降，但也不影響馬來西亞華文教育的水平，日後漸漸的被友族同胞接受也開始很多非華裔家長都願意的把孩子送到華小接受教育。

#### 朝鮮半島

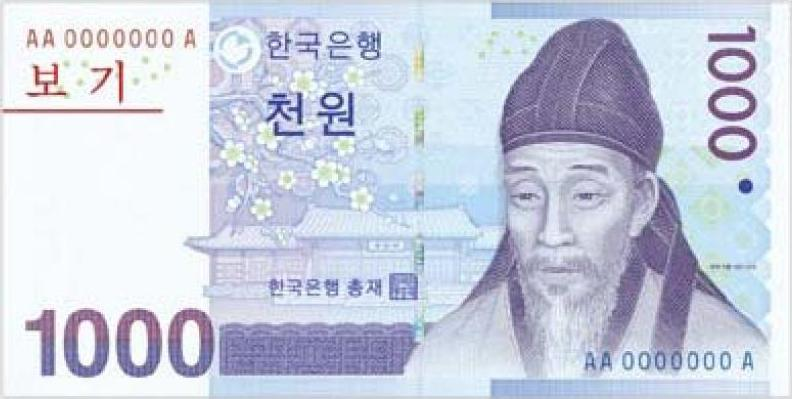
1000塊韓圓上的李退溪像

朝鮮王朝的儒學化，比中國歷朝更為徹底。自14世紀起，朝鮮統治階層兩班就自視為儒學繼承人，儒學深入影響政治與士大夫。書院與鄉校數目眾多，使理學滲透到日常生活中。李退溪是最重要的儒者，闡釋朱熹學說，批評王陽明的心學，為教導君王，撰有《聖學十圖》，概括宋學所有重要觀點:73，提出四端、七情之辨，將孟子四端與七情分屬理、氣。奇大升則根據朱熹的觀點，與李退溪辯難，反對將四端與七情視為異質。其後李栗谷承繼奇大升的觀點，批評李退溪的四端、七情之辨:263。朝鮮儒學的另一場重大辯論，是韓元震和李柬之間的「湖洛論爭」，涉及「人性物性異同論」，以及「未發時之心體，是純善抑或有善有惡」:264。韓國儒者認為，李退溪繼承了朱熹的道統，不像中國理學被王陽明心學所擾亂；甚至認為儒家文化可以溯源於周武王問道於箕子，而箕子也曾游历于古中国时期的朝鲜封地。韓國民間受儒家影響自认为比中國的更深，20世紀末，約有2%南韓人自認儒家信徒:19-20。

#### 日本

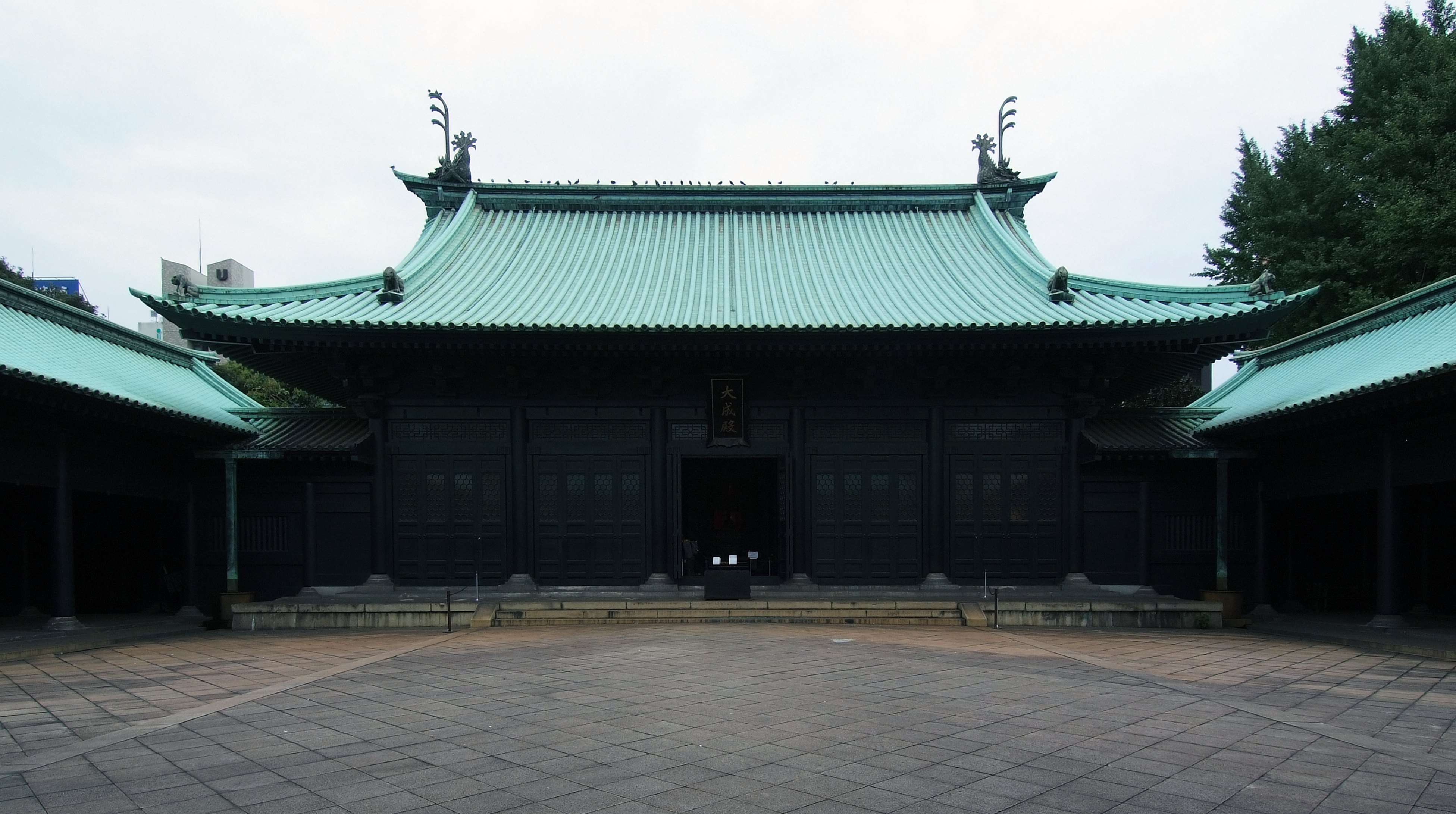
日本湯島聖堂大成殿

日本儒學化不及朝鮮，但在江戶時代，受教育的日本人都讀過四書:75。仁義原則在日本儒家較為次要，受彰顯的是忠孝，尤其以忠為核心德目:18。13世紀中葉，朱子學傳入日本，流傳於禪宗僧人與貴族之間:199。南浦文之為《四書新註》加上訓讀，開創日本朱子學的新局面:6。德川幕府早期，陽明學傳入日本，朱子學與陽明學都開始盛行民間，同時儒學不斷本土化，17世紀中葉，「儒學日本化」基本完成:198-200。著名儒者山崎闇齋發揚朱子學，利用儒家術語重述日本的神道思想:75，他與弟子佐藤直方都批評陸王心學:199。幕府儒官熊沢蕃山則接受了王陽明的心學，使儒學更為活躍。其後荻生徂徠提倡古學，強調語言精確，回歸早期儒學之源，顯示出日本儒學的獨立性格:75。室鳩巢日譯明朝范鋐《六諭衍義》，成為各藩寺子屋（私塾）的教科書，對庶民教育影響重大:13。

#### 琉球
明、清兩代，琉球派遣學生前往國子監求學，民間亦有不少人到福州求學。約在1632年，日本儒者泊如竹到訪疏球，傳入儒學，其後琉球人往往到日本購買四書:4、6。1674年，華僑後人聚居地久米村創建孔廟；1718年設置明倫堂，教授儒學等學問，專為久米村子弟開辦，並未擴及至其他琉球士族。久米村儒者程順則曾遊學中國，拜謁曲阜孔廟，為琉球王族講解四書:10-12，並到日本與荻生徂徠等儒者交往。1801年，首里設立國學，其下並設「平等學校」:13、18，國學教師選自留學北京國子監的學者，學規直接引用朱熹白鹿洞書院的教條，學額300名，既著重儒學，也重視漢語和官員實務訓練:20-21。

#### 新加坡
1980年代，新加坡政府為了改變社會風氣，提倡儒家倫理，吸納儒家倫理為教科書內容，並編製課程，把儒家列為「宗教知識」課程選項之一，但選修情況並不理想:28。

### 歐洲與美洲地區

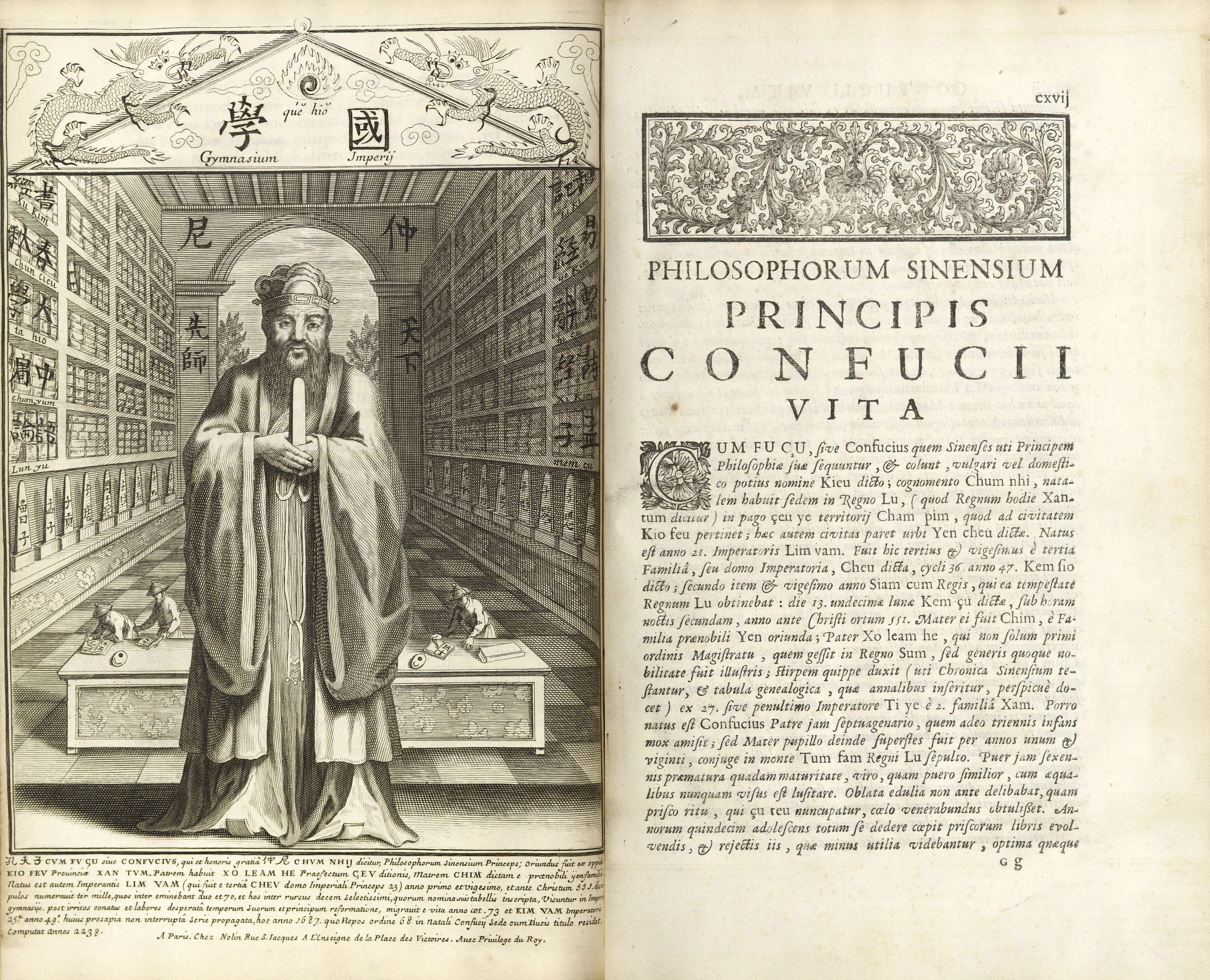
1687年由傳教士柏應理和殷铎泽所翻譯的拉丁文版四書（Confucius Sinarum Philosophus ）封面

歐洲的啟蒙運動亦有受儒家思想影響。德國數學家萊布尼茲以及法國哲學家伏爾泰即為其中最著名的兩位受儒家思想影響深厚的啟蒙運動時期學者。萊布尼茲與其弟子吳爾夫主張西方人應效法儒家之道德觀與理性，補足基督教文明之缺陷。並且認為中國應派遣傳道師至歐洲傳授儒學，以達成世界大同之理想。伏爾泰在其著作《論孔子》中，即說：「沒有任何立法者比孔夫子曾對世界宣佈了更有用的真理」。他甚至在家中書房掛上孔子像，並認為儒家思想使中國政府運作達到了柏拉圖所說的「哲學家皇帝」的境界:4。法王路易十五的御醫法蘭索瓦·魁奈曾建議效法儒教傳統祭祀，並曾獲路易十五與約瑟夫二世的採行，魁奈亦曾被稱為「歐洲的孔夫子」:7。康德之理性批判哲學以及黑格爾之絕對理性精神之說，也有受到儒家思想的影響。有些人甚至認為歐美的民主革命也有受到儒家思想的啟發。
此外，美國波士頓大學神學院院長南樂山與同事白詩朗（英語：John H. Berthrong）及哈佛大學教授杜維明曾提出「波士頓儒家」一詞。他們主要認同儒家傳統的普遍性，並且探討儒學資源可供西方社會運用的問題。南樂山是虔誠的基督徒，但強調「儒學不僅僅只是東方民族的意識形態，而且是一種批判哲學」，並認為儒家與基督教可以互補。

## 經書
儒家經書是四書五經；戰國時，已有以詩、書、禮、樂、易、春秋為六經之說:2。儒家早期以五經為主，在佛教禪宗的挑戰下，宋代程朱理學以四書取代五經的地位:100。明代開始，儒家把詩、書、三禮、易、春秋三傳、《論語》、《孟子》、《孝經》和《爾雅》合稱十三經:2。

### 五經

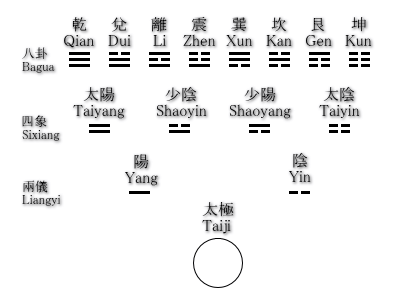
《易經》卦象

五經是《詩經》、《尚書》、三禮（《儀禮》、《禮記》、《周禮》）、《易經》和《春秋》。《易經》是五經之首，原本是卜筮用書，有六十四卦和卦爻辭，相傳源自伏羲、周文王、周公和孔子:229，孔子所作傳注10篇，稱為「十翼」，往往亦視為經文的一部份。《易經》卦辭爻辭據信都關乎道德倫理:233、231，漢代以下，數以千計學者借以闡釋哲理，可說是中國思想史上最重要的著作。自歐陽修起，部份儒生開始懷疑十翼不是孔子所作，而是戰國時的作品；現代學者則指出經文其實形成於西周末年:229、234、232。
《尚書》又叫《書經》，是中國最早的文獻，大多是虞代及三代君臣的詔令或訓話:401-402，屬上古政書與帝王訓令的彙編，有道德教訓之意:129，昭示王道之所在，三代聖王都治國以德:100。據說孔子甄選百篇誥令編為《尚書》，並為各篇經文作序:401-402。先秦時期，《尚書》已是政治思想的經典，常被徵引，在戰國末期編成定本。因為秦朝焚書坑儒，大部份篇章失傳，漢代以後，《尚書》分今文《尚書》及古文《尚書》兩種編本，前者29篇，後者則是4世紀時偽造的:405-406、402。

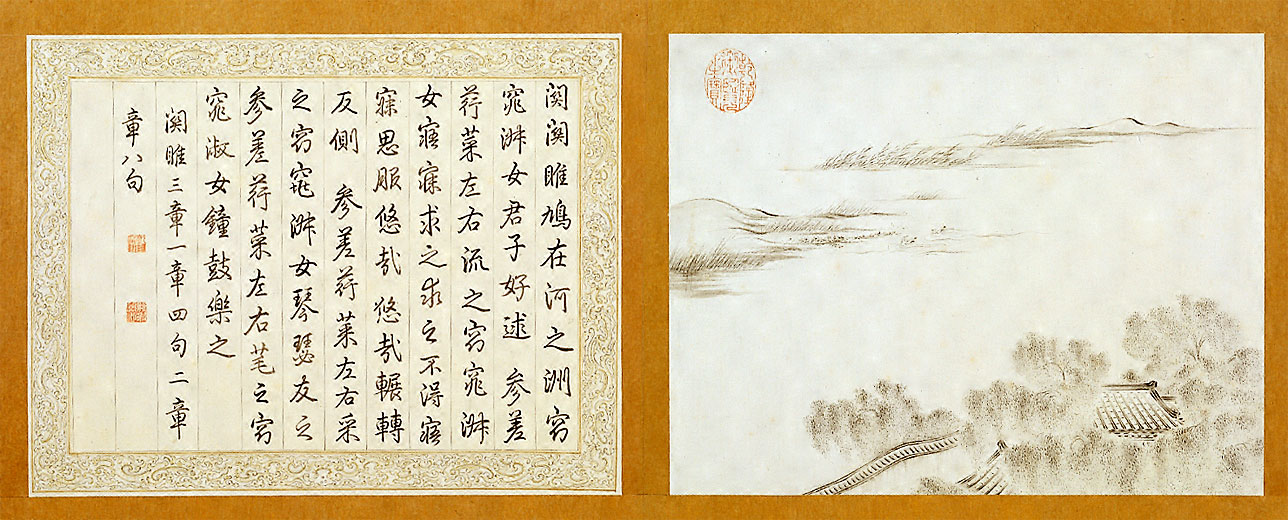
乾隆帝御筆寫本《御筆詩經圖》

《詩經》是西周及春秋時代詩歌的編集，有詩305首，據說是孔子自3千首古詩選輯而成:440，實際上分不同部份陸續輯成，最古的是周頌，接著是大雅，其次是小雅，最晚的是商頌、魯頌和國風:557-558。先秦時期，《詩經》被視為群眾的心聲，反映政治得失，有「陳古刺今」的效用，交際場合上，可以「賦詩言志」，借詩句表達意思。宮廷音樂機構中的樂官，則可以諷詠詩句，暗示民心對施政的反應:230。儒家把《詩經》用於教化:440，覺得書中的情詩不太雅觀，加以各種附會的解釋，以為是歌頌或諷刺之意:558。
《春秋》是前722至前481年魯國的編年史:71，儒家認為孔子有鑑於禮樂崩壞，天下混亂，修撰《春秋》，講究微言大義，褒貶歷史人物，借助魯國史書展示春秋筆法，如以「攻」、「伐」、「襲」來表示戰事的正當與否，定下一字褒貶、充滿道德色彩的春秋筆法，使亂臣賊子懼:130、128。《春秋》注釋有三家：《公羊》、《穀梁》與《左傳》。《公羊》與《穀梁》相似，都用問答方式闡述《春秋》的微言大義，說明史書褒貶的書法。《左傳》相傳是左丘明所作，注重史事記述；部份儒生認為，《左傳》原本只是史書，根本不是《春秋》的註釋:72-73。漢代儒家認為，孔子在《春秋》為君王立法，極為重視此經:37。漢代以後，出於對公羊學的不滿，《春秋》不再那麼受尊崇，王安石曾在科舉考試中廢除《春秋》:38-39。
《儀禮》又稱《士禮》，17篇，主要敘述春秋諸侯國中士人和貴族的禮儀，如冠禮、婚禮、喪禮，以及在宮廷覲見國君的禮節等等，相傳是周公編纂:248、250，其實可能是先秦時期禮儀文集的殘篇，主要注疏有鄭玄和賈公彥二家:251、253。大體上漢代儒學較重視《儀禮》，魏晉南北朝時則較重視《周禮》:9。《禮記》是有關禮節的文集，49篇，由漢代戴聖編定，部份篇章闡釋《儀禮》中的禮儀，或記述孔子的教誨與事蹟:310、312。《周禮》據說是周公所撰，詳細記述周朝官制，列舉各種屬官及其爵級、職責，官職總數360。2世紀中葉《周禮》才面世，起初不受重視，王莽倣效周公改制，開始特別尊崇《周禮》:25、27，東漢賈逵、鄭玄等大儒都注解此經。西魏創立政府，特意倣照《周禮》官制。宋代開始，部份儒者指出《周禮》是劉歆偽造的，不可據信；現代學者則多認為此書在戰國晚期成書:28-30。

### 四書

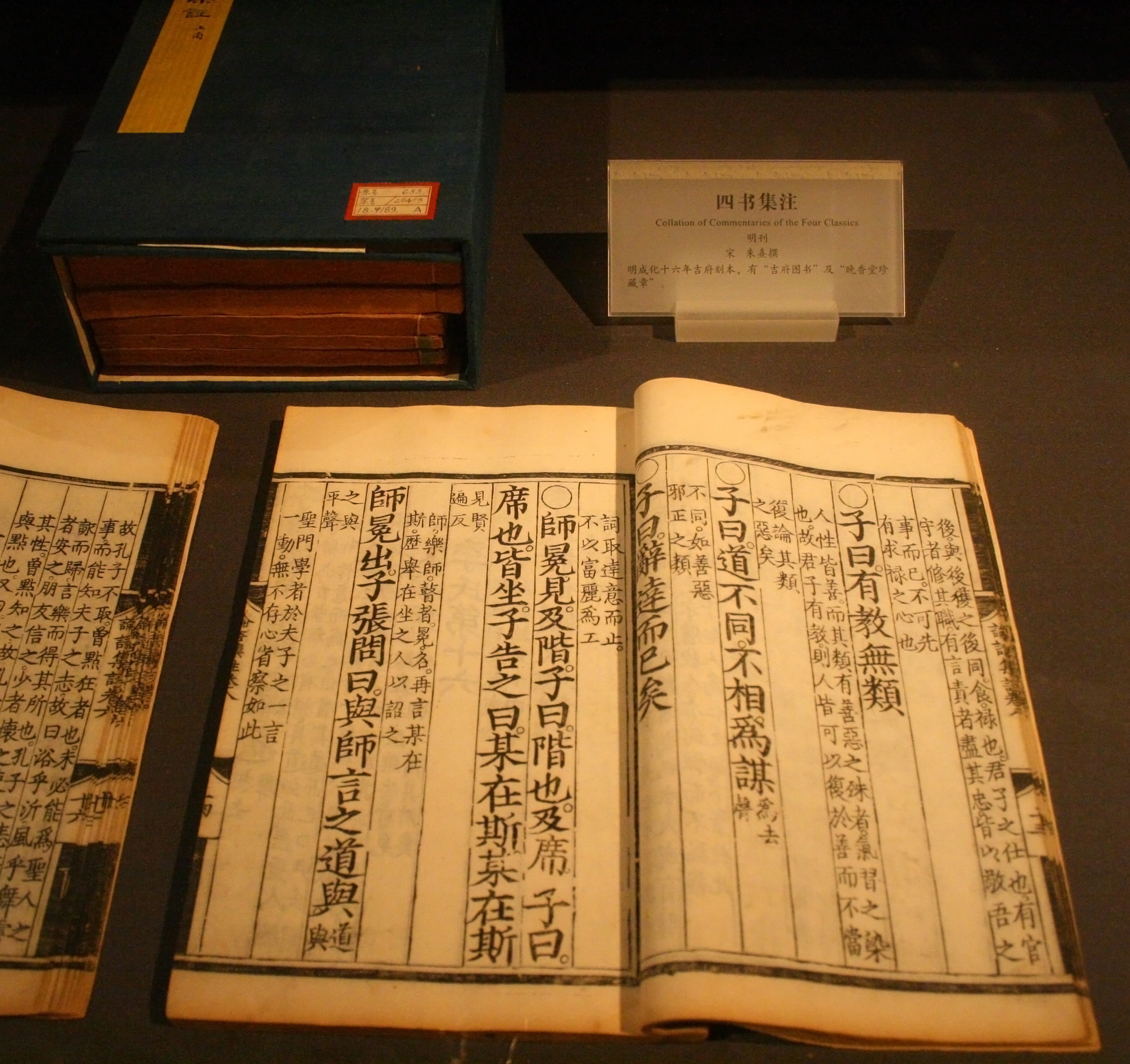
朱熹《四書章句集注》

四書是《論語》、《大學》、《中庸》、《孟子》，自元代起，是中國蒙學和科舉考試的主要典籍，在元明清六百年間，是對中國人影響最大的經典:61。
《論語》20篇:334，是孔子語錄，由孔子第二代弟子匯編，是最受尊崇的儒家經書，表現了孔子的人格和言行:76-77，體例簡約，是了解孔子人生與思想最直接的文獻:14，也許到西漢才形成現存的面貌:99。西漢末年，《論語》與《孝經》、《爾雅》，受推崇為儒家經書，:2後世儒家有「半部《論語》治天下」之說:15。儒家經書中，《論語》最為人熟悉，至今仍對中國個人修養有影響:333。《孟子》主要由孟子講述，弟子記錄，據說漢代時有11篇，實際傳世的有7篇，其書有兩大哲理特色，一是性善論，一是講如何「盡心」；以「心」為孟子思想的核心:203、217、213，代替子思〈中庸〉中的「情」，並把「情」基本理解為情欲，不利本心的呈現。《孟子》的性善論影響巨大，幾乎主導了繼後二千年中國人對人性的看法:205、216、235。在漢代，《孟子》一度立為官學，程朱理學承繼《孟子》「心」的意思，進一步提出「存天理，滅人欲」，以去掉欲念:274、216-217。
《禮記》中〈大學〉和〈中庸〉兩篇，都由孔子孫子思傳授後人:153，在《禮記》中出類拔萃。〈大學〉主旨在八條目：格物、致知、正心、誠意、修身、齊家、治國、平天下，全篇以修身為根本:124-125、129，是儒家內聖外王說的最主要文獻根據:246。程朱理學提高〈大學〉的地位，指出〈大學〉在儒學中提綱絜領；朱熹認為舊本有錯簡，段落次序排列有誤，改變了〈大學〉的次序結構，並加上一段話。改本比舊本讀起來更合理順暢，廣為流行，成為正統，但王陽明等儒者則反對改本，堅持古本:123-124。〈中庸〉是子思所作，深究人性，指出「天命之為性」，人性源自天，發而為「情」，而情待發剛發的狀態，是為「誠」，人可以通過後天努力而再回復誠:147、156、172。君子之道，以夫婦關係為開端，以「親親」之情為根本，推廣到極致，與天地一樣高遠遼闊:164、149。唐宋兩代，〈中庸〉受佛教徒重視，李翱《復性書》希望用〈中庸〉取代禪宗地位:100，理學則把「性」解釋為「理」之源或道體，朱熹為撰寫《中庸章句》，下了一生最大的工夫:157、150。

## 學術

### 經學

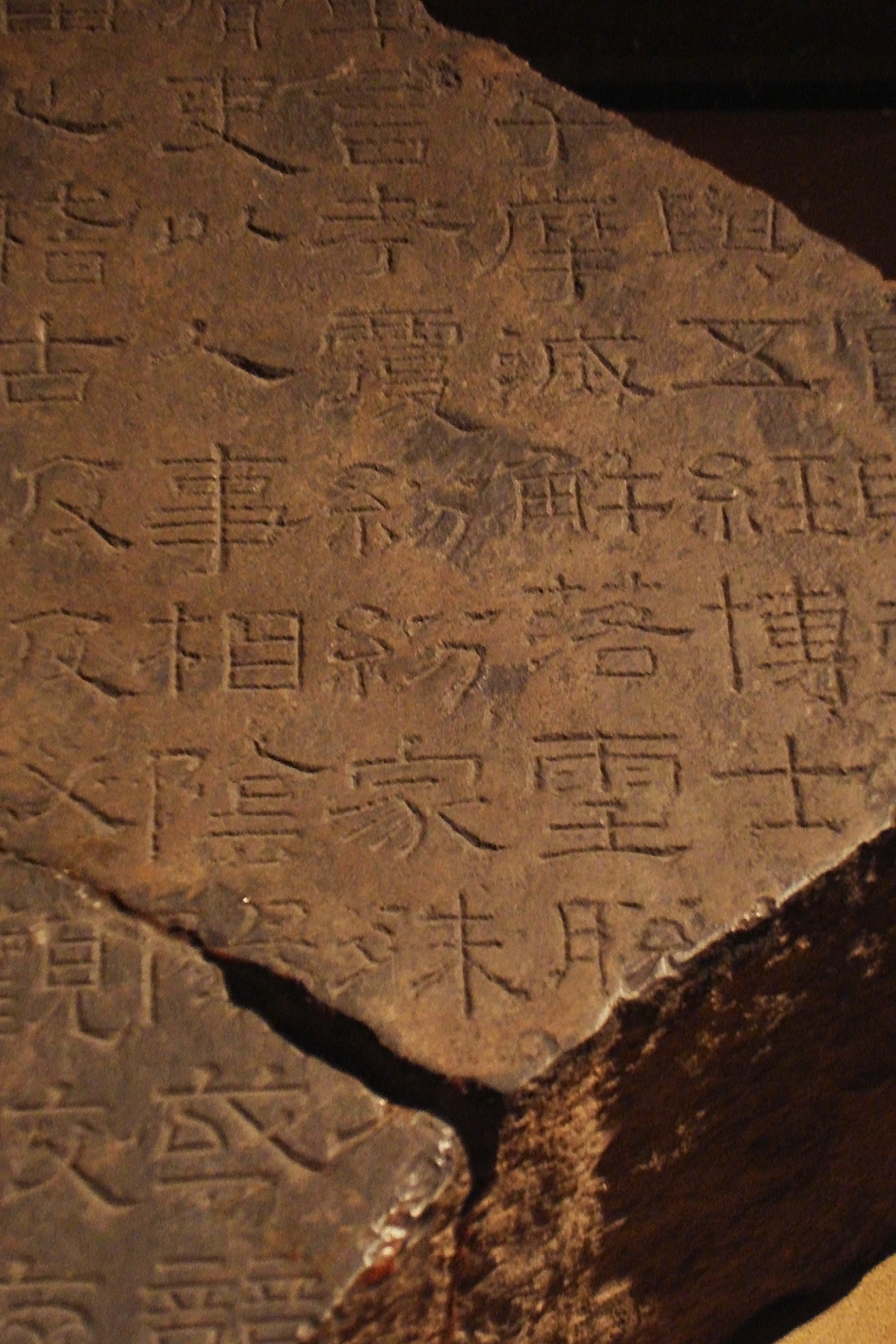
漢代熹平石經殘石

歷代儒者藉著注疏，解說其所了解的儒家思想:104。荀子在儒門中特別著重文獻知識，經學傳授往往追溯源於荀子:288。五經一再刻於石上，175年，漢朝下令將經書刻碑，即「熹平石經」，豎立於太學的明堂前；在三國及唐代，經書亦一再刻石:407-408。兩晉南北朝時，士族學問主要分玄、儒、文、史四學:2。早期儒學講求通經致用，三禮之學施用於唐代貴族的禮法中，以維繫門第:99。經學亦與治國密切相關，如宋儒孫復《春秋尊王發微》、胡瑗《洪範口義》、王安石《三經新義》等著作，都著眼於政治社會的改革。宋明理學則注重個人的道德教育，提高了四書地位:100。南宋朱熹《四書章句集注》匯集了程頤、程颢、張載等宋代大儒的注解，直到清代都是通行本，明代胡廣又編成《四書集注大全》，收羅其他宋元儒者的注釋:337。清初王夫之《讀四書大全說》反對宋明理學，清代儒者不再重視經書的義理，而是回到漢代鄭玄等人的經學，著重文字訓詁，阮元《皇清經解》及王先謙《皇清經解續編》包羅了清代考據學的成果:338。

### 史學
儒家非常重視史學，東亞各國史籍撰述相當發達:224。《春秋》是中國編年史的草創:129，據說是孔子編修，褒貶春秋時代的史事，激發司馬遷《史記》的撰作，廣泛影響後世斷代史撰寫:102。儒家主張盡量書寫真實的歷史，作為道德和政治的教訓。表達上，受孔子春秋大義影響，儒家往往以褒貶為寫史的準則，以歷史為政治倫理的鏡子，歷史記錄以勸善懲惡為目的:131、128-129，《公羊傳》和《穀梁傳》都宣揚春秋筆法。後世部份儒者採用春秋筆法撰史，歐陽修《新唐書》講究「義類凡例」，朱熹《通鑑綱目》最嚴名份，都在字眼上作褒貶。中國史學中的正統論，判定歷史上政權的合法性，亦本諸《春秋》，如東晉習鑿齒《漢晉春秋》，遵照儒家倫理及五德相生之說，三國中以蜀漢為正統:130。越南傳統史書亦基本遵循儒家史觀，敘述方式借鑑《春秋》、《史記》的風格:225。

### 經世之學
明清兩代，儒家著重治國利民之道，稱之為經世之學。廣義而言，一切以治國治民、經世致用為宗旨的學問，都是經世之學:141、162，具體來說，包括政務、財政、教育、科舉、禮制、刑法、工程、屯田、水利、鹽政、軍事、天文、地理、農田等實務，既講求施政功效，又謹守儒家以民為本、為民立政的信念:164。明代馮應京的《皇明經世實用編》28卷開創先河，收錄大批案例、檔案、政論。當時地方志也收集檔案、文章以助治民:151。明末清初時，經世成為士大夫的共識，顧炎武、李顒、黃宗羲、王夫之等大儒都注重經世致用。李顒編《時務急策》一書，列舉自南宋以來的經世著作，包括屯田、水利、鹽政、武備等多種實務:422-424。晚清社會政治危機日益嚴重，儒家憂患意識加深，經世之學重新興起，並擴大為救國救時的學問:167。魏源和賀長齡編《皇朝經世文編》，成為晚清經世之學的劃時代文獻:431。

## 思想

### 政治

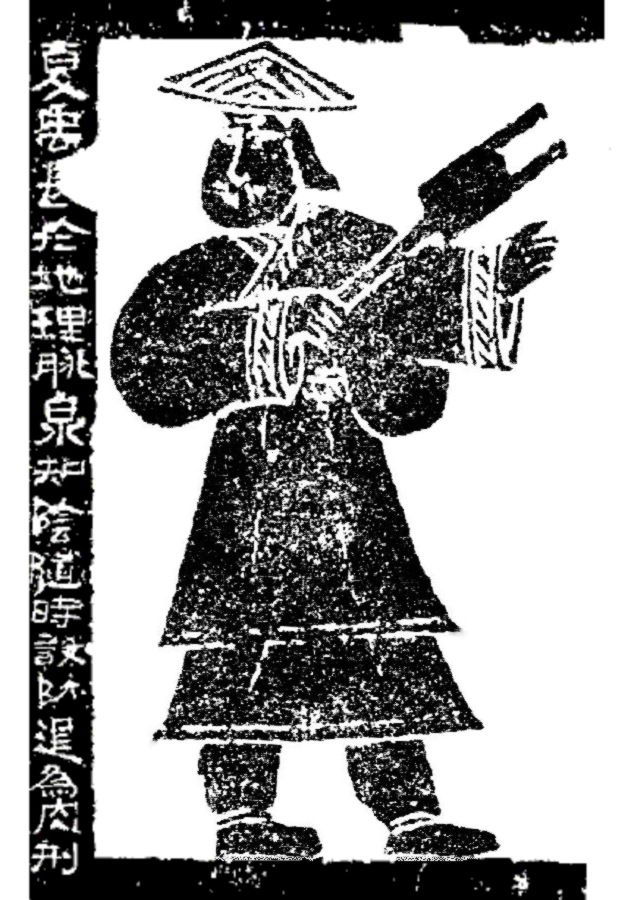
儒家聖王禹的漢代刻像

儒家比基督教、佛教等宗教倫理更政治化，把政治權威視為社會秩序的基本條件:126。儒家的政治理想是內聖外王:39，相信人性發展到極致就成為「聖王」。聖王既是偉大的理想，也是歷史事實，堯、舜、禹、湯、周文王等聖王，都是已落實的；聖王以及天下有道，都是可以再現的:1，深切緬懷周朝以仁德得天下的豐功偉績:223。聖人十全十美，儒家是一種對聖王的崇拜，儒者本身則希望能成為「帝王師」:2。在唐宋儒家，理想政治是聖君賢相，「得君行道」，道的完全實現，最後需要一位聖君。杜甫詩句「致君堯舜上，要使風俗淳」體現了這一嚮往，王安石以賢相自許，要求宋神宗效法堯舜，朱熹念念不忘以「正心誠意」四字教導皇帝:244。從內聖到外王，〈大學〉提出修身、齊家、治國、平天下的次序，必先修身有成始能齊家，齊家有成始能治國，治國有成始能平天下。這種理想當初是以先秦國君為主體，現代少數儒家支持者仍不忘內聖外王的理念:39、246。
儒家反對專制與殘暴，主張仁政，推己及人:2。儒家理論上是限制君權的，而不是助紂為虐:55，認為人民有權革命，「民為貴，君為輕」，人民才是政治權威的終極來源:1，秉持民本思想，君主的最重要義務，是保民養民:64，政府應以身作則。受周代封建制度的歷史經驗影響，儒家認為國是家的擴大，統治者應像父母一樣關懷子民福祉:147、20-21，孔子說「先富後教」，孟子說「有恒產者有心，無恒產者無恒心」，都要求政府為人民提供基本的經濟與生活條件。但民本與現代民主思想不同，僅有「民有」與「民享」，而不及於「民治」:64，治理國家是賢者的責任，可說是主權在民，治權在賢。儒家曾認為，不合格的君主可以替換，甚至傳賢不傳子。漢代王莽曾相信此說，但其改革失敗，無法動搖皇權世襲體制。儒家制約皇權的辦法，主要靠教育，讓太子與皇帝接受儒家道德，其次，儒生組成的士人政府運作上也限制皇權。
後世儒家對本身的政治理想有所反省。明清兩代，儒家較不重視皇帝與朝廷的作用，相信普通百姓都能為自己的利益作最大努力，比聖君從上而下施德更為可靠，不再堅持內聖外王:244-246。朱熹、黃宗羲等大儒認識到，現實中的帝王根本不行仁政，遠不符合儒家理想:2。晚清部份儒家亦指出，齊家不可能達致治國，「內聖」與「外王」分為兩橛。自清末起，儒家接納了西方的民主制度，在民主制度中發現解決君權問題的具體辦法，突破了傳統的限制:40、36。台灣和香港的新儒家秉持文化保守主義立場，認為民主和人權等西方思想須整合到儒家文化框架中，否則無法在大中華地區扎根:1。

### 品德

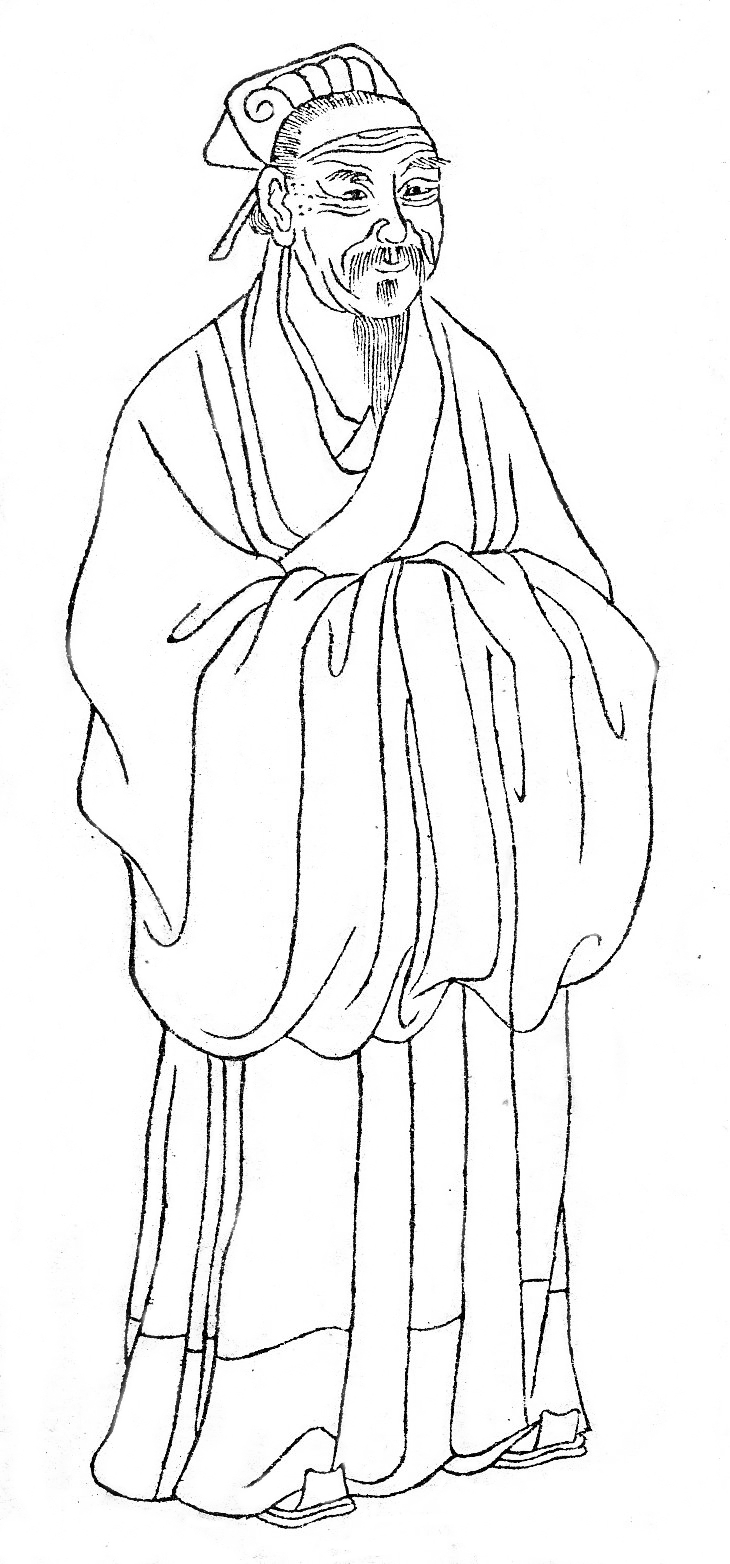
著重心性之學的朱熹像

儒家的中心價值是仁、誠、恕:187，重視忠恕之道。仁是最基本的美德，靠自我修養達成:81-82。儒家有修己和治人兩方面:271，修身最為根本，是儒家的起點、「為己」之學:43。君子是有道德的人，達到最高境界便是仁者:275、279。孔子達到人類的最高境界，個人都是潛在的聖人，實際上學習成聖永無止境:106-107，聖人境界可望而不可即。君子能學習詩書六藝，並能躬行實踐，博學於文，多聞而識，才能實踐道德。君子應兼備仁與禮:285-287、276，為了實踐仁道，須「克己復禮」，自我克服和自我修養，合乎社會規範:194。「仁」必須通過「禮」而表現出來，「禮」也必須以「仁」為依據才有意義:278，實踐「禮」，可以培養人格:98。君子培養個人品德，是對自己負責，不求他人的稱譽，並當隨時反省過失，嚴格自責，剛毅進取，自強不息:280、294。君子之道目的不在自我解脫，而在推己及人，拯救天下，建立起人倫道德的秩序，「己欲立而立人，己欲達而達人」；若未能做到，至少己所不欲，勿施於人:281、283-284。
儒家要求人「反求諸己」，找出人生之道，並擇善固執，接受各種考驗:167、175。〈中庸〉主張為人要出之以「誠」，抱持真誠的態度。違背仁義，應感到可恥，勇於改過，所謂「知恥近乎勇」。人要成為有道德修養的君子，不要做只求利益的小人:168-169。儒家讚賞勇氣，主張見義勇為，敢於據理力爭，但反對為個人榮辱而報復的匹夫之勇:172-173，主張中庸之道，過猶不及，與亞里士多德提出的「中道」（Doctrine of the mean）相似:89。儒家講究自我修養的功夫，包含正心、誠意、格物、致知4個步驟，保持心境平靜，不受情緒干擾；失意時，應反求諸己，不是怨天尤人:173-174。宋明理學著重修心養性的內聖工夫，朱熹提出「涵養須用敬，進學則在致知」:155，認為天理與人欲恒常對立，此消彼長，人必須「去人欲，存天理」，保持戒懼之心，去除私欲，達到與天理合一的境界:78。現代儒家抗拒全盤西化的潮流，反對自由放任、人欲橫流，讉責道德淪喪，嚮往有秩序的社會，以和為貴:29。
儒家具有強烈的入世性格，並不將理想寄託在彼世或彼岸，而要在人間實現理想，具有強烈的托付與使命感，不會拒絕人群脫離社會:156，亦不擺脫現實生活。要實現自我，儒者必須投入群體，不單求個人的救贖，對家庭、社會、國家甚至整個世界都負有責任:6、122。家庭是自我實現的出發點，推而廣之，達致修身齊家治國平天下:6-8。儒家並有「道濟天下」的理想，承擔文化使命:171-172，有傳「道」的使命感，在危機關頭，往往表現出一種承擔意識，展現出先知的風格:55-56。儒生出仕是為了實現個人理想，不是因為貧窮；天下有道時，個人理應出仕；若果天下無道，卻身居富貴，不能實踐大道，一無作為，則是可恥之事:172。

### 倫理

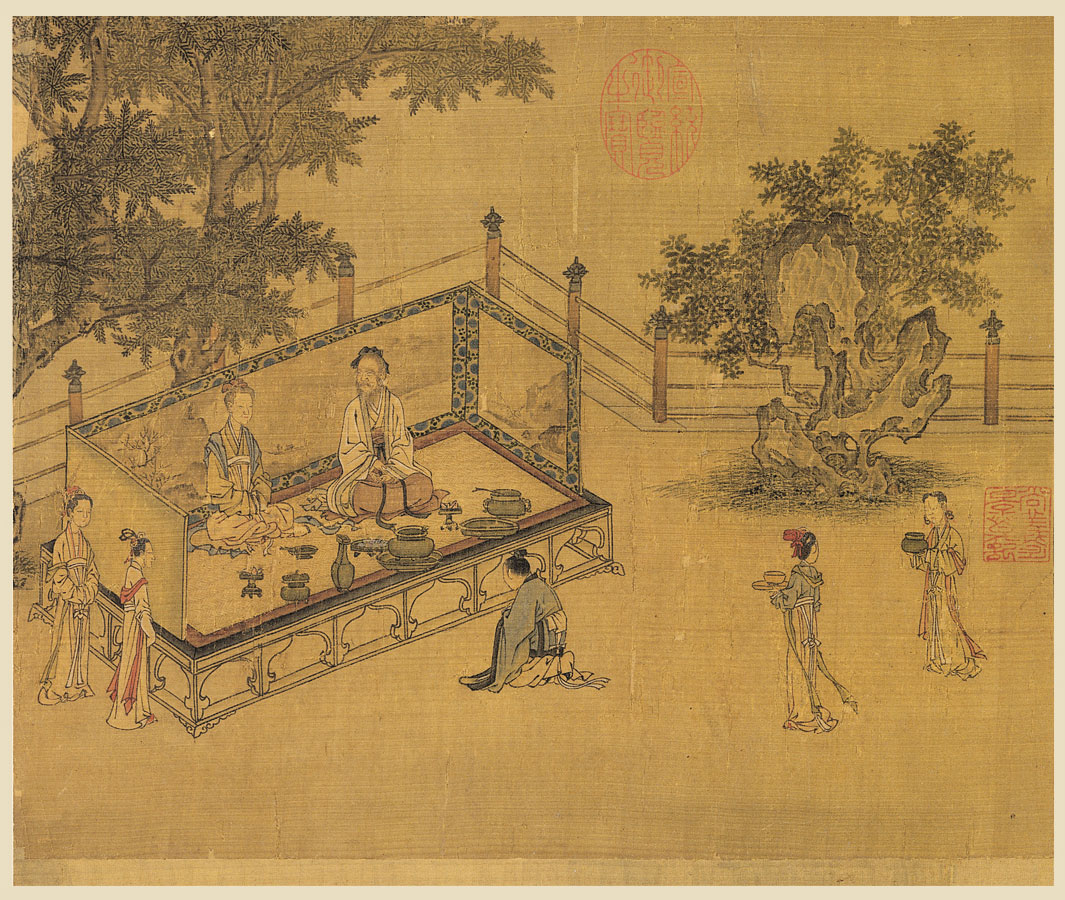
相傳宋代馬和之繪《孝經圖》

儒家思想對「個人」的看法，接近西方思想界的社群主義而有異於自由主義:146，往往把「自我」理解為關係的中心，通過他人來界定自我與個性，不採取個人主義:118。個體並非完全獨立，而是相互依賴，形成關係網絡；同時個體仍有自主行動的空間，除了與家人外，能自由決定是否與他人建立人為關係:146。儒家的仁指「愛人」，是有親疏遠近差等之愛，合乎人倫常情。仁愛的實碊，以侍奉父母開始:194、196，孝悌為仁之本，孝是做人的基本德行:81-82，《孝經》記載孔子對曾子的訓誨，論述孝道:149。儒家傾向以家庭為中心，社會奉守禮儀，相信家庭昌盛是政治與社會穩定的根基:21、143。儒家主張長者為尊，長幼有序，提倡敬老，認為年齡代表經驗智慧與社會地位。儒家強調等級對社會穩定是必要的:89-91、145。孔子主張逆家子者、亂家子者、世有刑人子者、有惡疾者、喪父長子者，這幾類人均不可娶妻。儒家強調個人義務，但不太講自我權利，重視責任意識，輕視權利要求:145。君子能無私無我，不會自私自利，願意顧全群體而犧牲小我，把個人利益置於群體利益之下:171。
儒家把所有社會關係化約為五倫:189，以家庭倫理比喻社群關係，稱國君為君父，官員為父母官。 孟子最早提出五倫，父子之親，往往與君臣之義同義:82-83、87。根據「正名」觀念，如果君不君父不父，就不能指望臣下，或兒子待之以君臣或父子之禮。夫婦之間，儒家強調男女之別與責任，媳婦和母親的角色先於妻子，故意忽略男女情欲，擔心夫妻過份親昵:101-102、88-89。儒家沒有性別平等觀念，婚姻方面，儒家不約束離婚，家中大事由丈夫決定，妻子則要容忍:135、129-130。儒家修心養性，夫婦關係、男女之情都是必要的，親情正是由夫婦之情造成的，有異於佛教、天主教犧牲男女之情的修道方式:173。朋友之間要維持誠信，而不僅是共享利益，「君子之交淡如水，小人之交甘若醴」:92。在五倫之上，儒家也主張仁愛和博愛，「四海之內，皆兄弟也」，人可以置身在一個「大家庭」內，把陌生人也當成自己人看待:190、200。儒家沒有人權觀念，但也重視人類尊嚴，具體表現為禁止買賣和殺害奴隸:2。
漢代儒家提出三綱之說，「君為臣綱，父為子綱，夫為妻綱」，重視權威與控制、主從關係。政治化的儒家以三綱穩定社會，維持政治秩序，甚至主張女子在家從父，出嫁從夫，夫死從子:94-97。有學者指出，三綱觀念最先見於《韓非子》，來自法家，有違孟子五倫之意，不能代表真正儒家精神:95-96。也有學者認為，五倫中只有朋友一倫是對等的相互關係，其他四倫都是上下非對等的，因此五倫實與三綱無異:15。

### 形而上
儒家有深遠的宗教性，深信人道源於天道:113。和道家一樣，儒家相信在天地萬物整個宇宙的背後，有一個超越的精神領域與動力，名之為「道」:41，儒家沒有絕對超越的上帝，但以「上天」為道德之源:11、神聖之源:2。天是一種超乎人類的力量，成為道德價值的基礎:93。人性與天有內在關係，人性發展到極致就是天性:1-2。天無所不知無所不在，人會受上天的召喚；天道與人類日常生活息息相關，培養人道也就實現天道。儒家思想沒有神聖與世俗的二元對立:11、121，意義和價值既潛藏於宇宙或大自然，也內在人心之中:64，上天賦予每個人人性與「明德」:123，人往內心反省，就能上通於天，了解宇宙潛藏的意義:64，體會天道，與天同體:121-122。這種「天」的信仰，支撐儒家承擔天下重任的意識:56。儒家相信萬物相互關聯，李約瑟稱之為「有機整體」宇宙論，這種形而上的觀念使儒家重視個人在群體中的自我實現，以及天人之間的和諧統一。天地生生不已，君子亦自我努力永不懈怠:99-100。受佛教刺激，宋明理學進一步開發儒學「形而上」領域:序8，提出「理一分殊」，「理」是貫通的，但其表現卻可以千變萬化:162。

### 自然與超自然

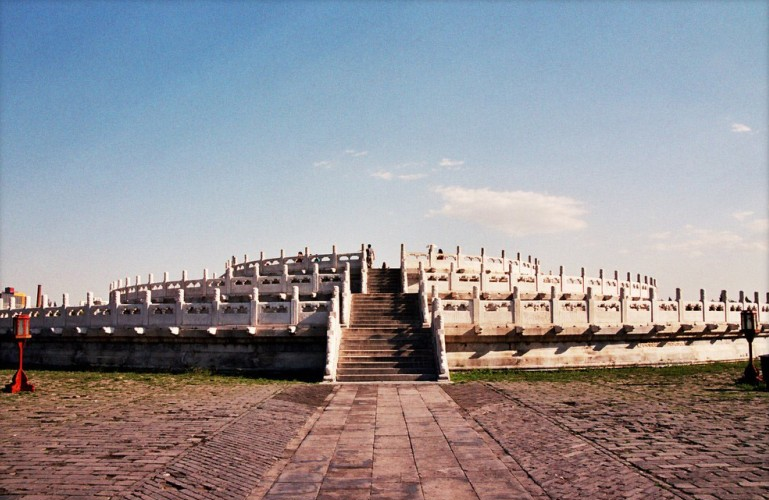
帝王祭天的天壇

儒家大體上以「聯繫性思維方式」為基礎，強調人與自然互相滲透，有連續性與一體性的關係。生生不已的仁德，是人與宇宙萬物共同的本性，「仁」既內在於個體的心性之中，又超越於個體之上，包涵於宇宙萬物:59。人是自然的守護者，〈中庸〉認為「可以贊天地之化育，則可以與天地參矣」:12。自我與萬物並無對立，亦無相隔。北宋張載提出民胞物與的思想，視自然萬物與人為一有機的整體:65，人與自然界不可分割，「萬物靜觀者自得，四時佳興與人同」，儒家嚮往人融入自然之中，欣賞自然之美。人能去除私欲，可以回歸自然，「直與天地萬物上下同流」。儒家中荀子的態度則稍有不同，他將自然視為純粹的自然，主張以「人文」克治自然，否定人與自然為一連續體:62-64。
儒家不是無神論，相信天、地、祖先、山川河流之神:191-192。自西漢後期起，儒家為朝廷制定宗廟、郊祀的制度，由帝王親自祭天:1。另一方面，儒家亦具有人文主義特色:136，對「天」抱著深摯信仰，卻不把「天」當作人格神看待。孔子的天已不是人格神，而是一種超越宇宙萬有的精神力量，對鬼神或死後世界，則基本上採取「不可知論」的立場。源於孔子「敬鬼神而遠之」的教導，儒家主張禁絕「淫祀」:54、53，但對其他宗教，態度往往寬容而兼容並蓄；一貫道等受儒思想影響很深的民間宗教，更會通儒、道、釋、耶、回五教:222。

### 教育

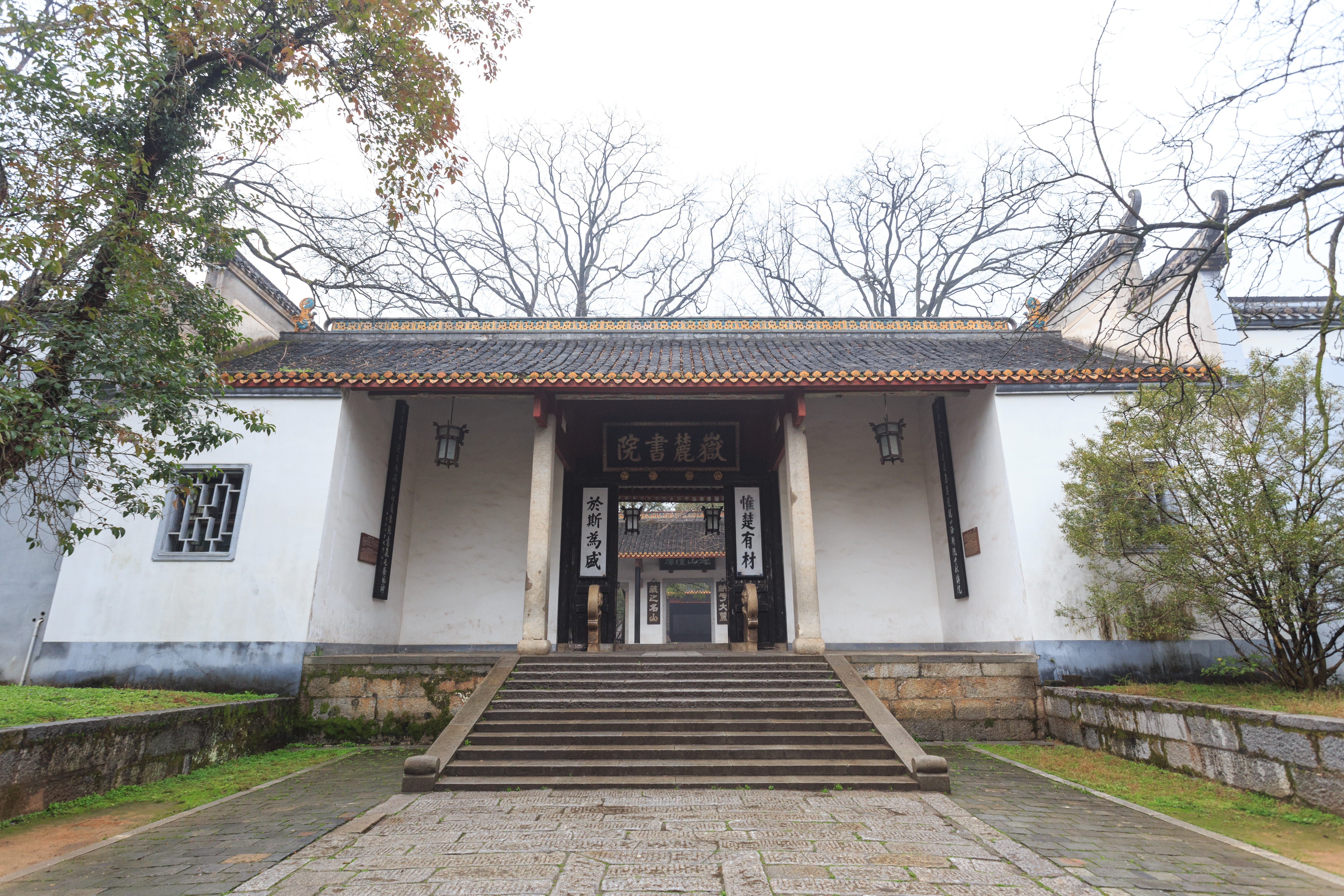
中國四大書院之一的岳麓書院

儒家特別重視教育及其文化功能，孔子便以博學知名:2，從事教學，有教無類，主張「學以為己，而非為人」:25、4。讀書學習是道德修養的基礎，使文化得以承傳，個人找到安身立命的位置:4、8。儒家理想是以道德仁義風化天下，無論人性善惡，都可以透過道德教化，潛移默化，使人心良善知恥:300、286-287。教化對維繫社會秩序，至為重要:86。若教化已成，人心已正，只要心術不變，便可永不為惡，垂之永遠，使社會長治久安:288。儒家教育重視以身作則，「經師不如人師」，言教不如身教，要把做人道理融入日常生活中:45。「上有好者，下必有甚焉」，百姓普遍模倣統治者，在位者不僅身為君王，更應身為教師，負起教化人民的職能:87；在位者一二人的人格，有絕大的感召力，足以轉移全國風俗:292。儒家理想的學校，能發揮政治和教育雙重功能，除了培養學者和官員外，還是可以公開發表政見的政治批判場所:2。

### 文學
儒家的文學概念主要是實用的，著重文學的政治、社會、道德、教育功能，《詩經》被視為意在諷諫統治者或官員:237、227，孔子重視詩歌的道德影響和自我修養的效果，「詩可以興，可以觀，可以群，可以怨」，關切的都是詩的功用:232-235。儒家往往把詩歌當作政治事件的譬喻，對統治者作出警告，東漢鄭玄箋注《詩經》，就以春秋時代的政治解釋詩句:443。自韓愈開始，儒家認為文學是宣揚「道」的手段，「文以載道」成為中國文學批評最常見的陳言。北宋二程兄弟甚至把實用概念推到極端，認為文學有害於求「道」。直到清代，儒家仍然支持文學的實用概念，著名學者顧炎武宣稱「文須有益於天下」:243-244、283。越南儒家的文學創作，講究「文以載道」、「詩以言志」等道德觀，亦將文學視為修身、教化、實施治道、寄託經世抱負的工具:225。

### 經濟
儒家主張輕徭薄賦，不與民爭利:18，藏富于民，反對過高稅收，敦促政府為全民福祉負起全責。部份儒者相信，政治力量有效促進經濟生產:146，亦有儒者不寄望朝廷積極有所作為，要求政府不要干擾民間致富，社會事業，官辦不如民辦有效:18。儒家提倡節儉，合乎農民克勤克儉的方式，而不是商人的揮霍浪費:127。有關財富分配，儒家最高原則是「不患貧而患不均」。明清儒家也關心如何在分配公平的大原則下，適當保護富戶，以藏富於民，認為「富民為國家所賴」，反對官吏過度打擊富戶:15-17。儒家不鼓吹涉足商業:146，輕商抑利，強調義利互不兼容，財富和道德常有衝突，有衝突時應捨利取義:76、73、81、77。明代後期開始，儒家認可了經商的價值，明白個人的尊嚴和獨立，建立於「治生」的物質基礎，承認每個人都追求自利:25-26。現代儒家接受市場經濟，卻不否定政府的領導作用，尤其重視政府的道德責任。學者認為，受儒家影響的東亞各國，會走在資本主義和社會主義之間的道路上:146。

### 法律
儒家主張以禮法及德治為主，法治為輔:13，社會奉守禮儀，對以法律控制社會感到反感:21。法律並無勉強人民為善的力量，只能消極地禁止人為惡，「禮者禁於將然以前，而法者禁於已然之後」，一為事前的預防，一為事後的補救:287。儒家重視尊卑長幼，親疏有別，規範富於差別性，不贊同法家所主張同一性的法律:328。儒家亦重調解而輕判決，先調解而後判決，追求社會和諧、重建關係:237。理想上，儒家希望依靠德治，也接受以法律當作後備機制，以法律改變壞人，強調法律與制度要考慮道德，法制之外要由道德補充，並未絕對排斥法律與刑罰。自漢代法家制定法律後，儒家試圖將法律儒家化，注入禮的精神，曹魏以後，儒家更有系統地修訂法律:329、334。

## 組織與宗教化

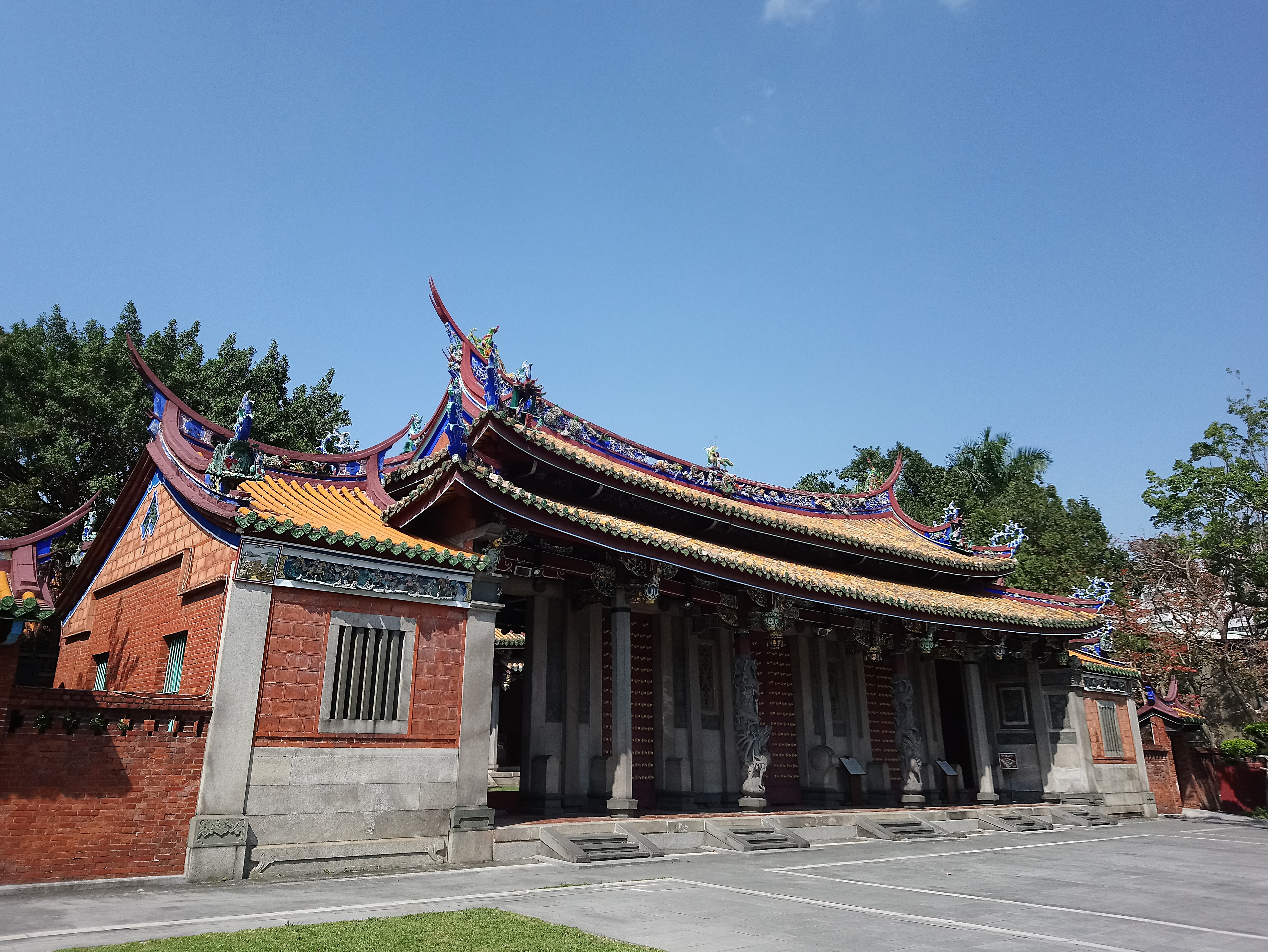
臺北孔子廟欞星門

儒家並無獨立的制度或組織，而以社會一般制度為托身之所，而儒學的研究和傳布，則主要靠公私學校:233、37。儒家的聖地是孔廟:31，唐代以下遍佈全國:295，曲阜孔廟尤其神聖。孔廟祭祀孔子及歷代傑出的先賢，參拜者僅限於統治者與士人，祭孔屬官方祀典:34、32、36，一般民眾不得隨便進入孔廟:14。廟學制下，孔廟與學校往往連結為一體:31。自北宋起，廟學開始普遍，孔廟附有學田、講堂和藏書，成為遍佈全國的官學。興辦廟學通常由地方官發起，向朝廷要求賜錢或撥款，地方士人亦參與其事:362、373。儒家講學之地，有書院、私塾、明倫堂，朝廷上有經筵講座。明代儒家流行講會，往往以書院為據點，為社會大眾講學，稱為「鄉約」，有的是地方官興辦，有的是民間自辦，目的是移風易俗。泰州學派羅汝芳舉行的鄉約就大受歡迎，影響深遠:234、14。清代中後期，出現過太谷學派一類半秘密的組織，由中下層儒生發起，實行賑災救濟，把理學思想改造為口訣，將儒家儀式宗教化，以吸引百姓遵行:69-70。
儒家與傳統制度分手之後，尚未找到現代的傳播方式:243。清末民初，部份儒者模倣基督教的組織形式，提倡建立孔教。清末康有為發動「保教運動」，隨著康有為流亡海外，保教運動流行於馬來西亞、印尼等地的華人社團。民國初年陳煥章設立孔教會，有不少附和者，國內支會多達130多處，一度頗具聲勢，也受章太炎等許多學者的批評:50、52-53。民國以來，各地孔廟遭受破壞和蔑視:37。現代儒家主要存身於大學的哲學系，一些零星的儒學社群，也依附在大學制度中:234。

## 地位

受儒家倫理影響的亞洲四小龍

儒家曾是古代中國自西漢至清朝思想文化的主流，與道教、佛教、民間文化和社會下層信仰共同組成中國文化，其中儒家當佔最大比重:253、255。儒家的誕生，代表中國「哲學的突破」的開始:60，中國思想史始於儒家，孔子正為「軸心突破」揭開序幕:109-110、60。自西漢起，儒家傳統在中國的道德教育、政治意識形態和社會倫理方面，佔有主導地位:49。儒家不單是一種哲學或宗教，而是一套思想體系，全面安排人間秩序，從家庭、國家到天下，都在儒家範圍之內，主要成就，在於提供較為穩定的政治和社會秩序:230、1。中國帝制主要仰賴法家維持，儒家一面成為專制政權的工具，一面制約了法家:126。儒家並非私人宗教，卻是官方的「公共宗教」，孔子一般百姓不會拜祭，儒家儀式與祭孔乃集體訴求，並非邀求個人福祉:30、34-35，儒家祭祀往往由皇帝或其臣下主持，皇帝就是最高的宗教領袖:1。現代華人大多數不再認為儒家是宗教:30，但在明清兩代，儒家形象有其通俗化的一面，被平民百姓視作三教之一，可蛻變為民間宗教，福建三一教、河南三教堂等教派都主張三教合一，一併崇拜孔子、老子和佛祖:77、80-82。
儒家是人類史上一大思想體系與學術傳統，往往與佛教、基督教、伊斯蘭教等宗教並列，被視為世界上一種主要宗教，影響範圍廣泛，曾是中國思想源泉，日本、韓國和越南亦被視為儒家之國，處於儒家文化圈之中:13。在日本，德川幕府提倡儒家倫理，同樣有安定社會的效果:17；石田梅岩等思想家並尊神道教、儒教與佛教三教，當中神道教地位最高:199。1970年代起，東亞經濟起飛，日本和亞洲四小龍都有儒家背景，創造了經濟奇跡，引起學者對儒家的興趣。法蘭西斯·福山指出，共產主義失敗以後，能向西方自由民主的意理提出挑戰的，不是伊斯蘭教，而是儒家東亞模式的威權主義:15。亨廷頓則提出文明衝突論，認為儒家文明無可避免將與西方文明產生衝突，並會與伊斯蘭文明聯合起來，對付基督教文明:206。
杜維明等學者認為，長遠來看儒家地位的衰落難以挽回。現代儒家思想大受打擊，要在中國重建影響力，可能性微乎其微:251。漢學家列文森指出，即使孔子地位能再次提升，儒家文化和希臘文化一樣，都將是「歷史性」的。但中國的自我認同感仍然強烈，儒家即使飽受攻擊，也不會完全解體:252-253。儒家思想可能成為部分中國人心靈、道德和禮俗生活的一種依托和準則，仍是可借用的文化資源；但對於政治結構、政治制度與意識型態，儒家將難以產生影響。

## 影響

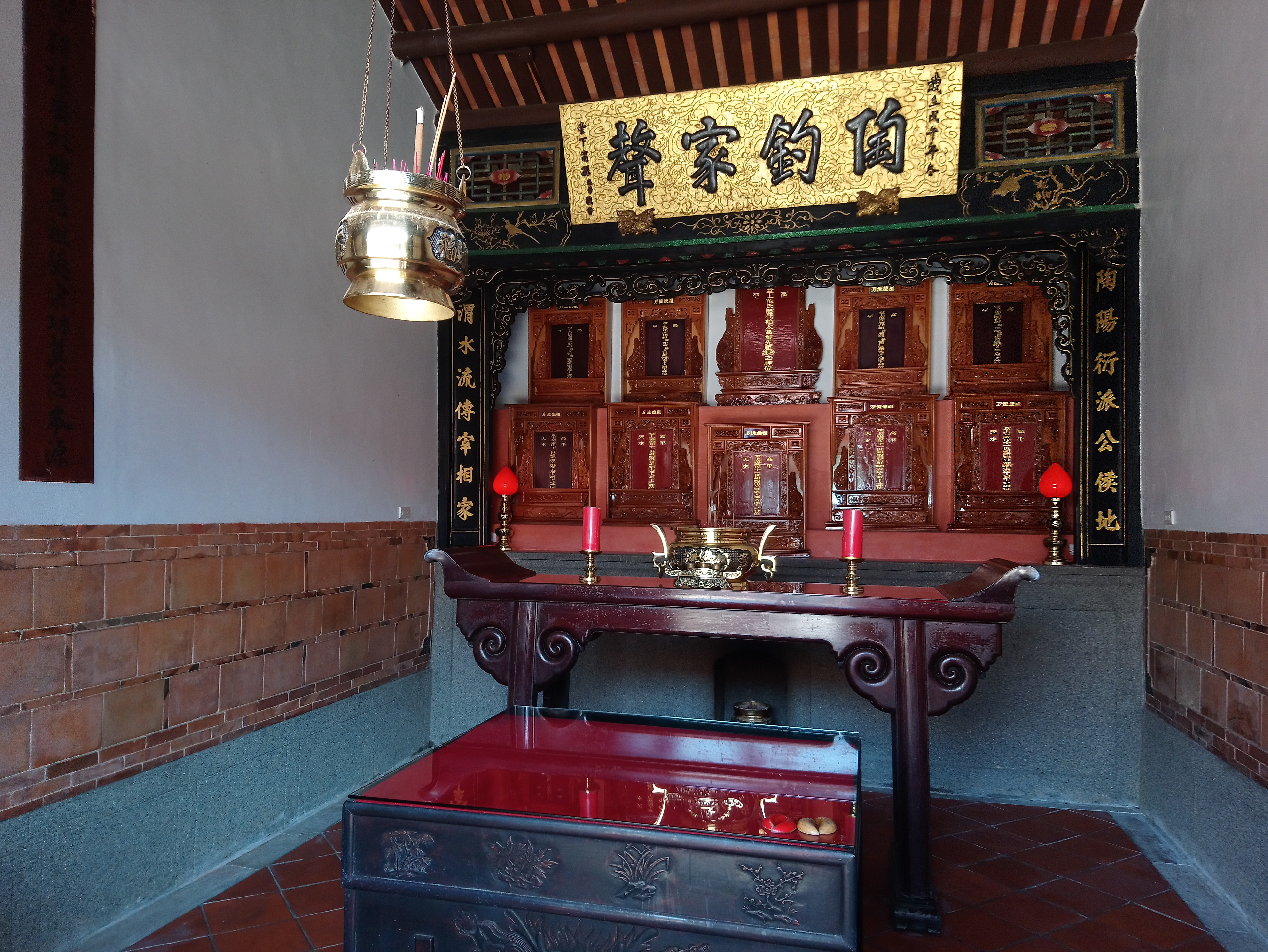
新屋區新屋范姜祖堂內的祭祖牌位

儒家是中國文化的主流，進入日常生活的每一角落，儒家思想體現在傳統中國各種制度中，上自朝廷的典章禮儀、國家的組織和法律、朝廷禮樂，下至學校組織、社會禮俗、族規家法、人際關係、個人道德:230、37、241。歷史上，對中國人思想行為影響最深遠的是孔子。他為知識份子樹立榜樣，普通人透過教育與改善，可以達到完美，成為聖人:23。傳統中國政治儒法互補，儒家有制衡皇權的作用，正如漢宣帝所指責「俗儒不達時宜，好是古非今」。從東漢初年起，儒家廣泛滲透進官僚階層，成為國家最主要的政治理論，中國成為「儒教國家」:2。漢代獨尊儒術之後，歷代禮法、禮律並稱，禮教與法律關係密切，審判決獄上，受董仲舒《春秋》斷獄影響，常於法律條文以外，取決於儒家思想，以儒家思想為法律的最高原則。儒家編纂的禮書，則成為國家法律的基礎:13-14。
儒家倫理深植於中國社會中，當作是自明之理，成為一種生活方式:17，禮教深入民間，與風俗習慣合流，成為日常生活的規範和準繩:15，在農村地區，一切人倫關係，從婚喪禮俗到歲時節慶，大體上都遵循儒家規範，而輔之以佛、道二教:序1。明清兩代，儒家亦影響了商業倫理，《商賈便覽》、《工商紀要》等商業書，強調以儒家倫理作為待人接物及處事準則，入門學徒除了學習做生意的技巧，也要受性格訓練，強調個人修養；在商場中做個正人君子，不單可以避過重重陷阱，也可以贏得社會尊重。不少商賈模倣儒士的作風，張謇、經元善等，都是近代賈而好儒的紳商:48、72。現代華人商人未必熟習儒家經典，卻往往實踐出流入民間的儒家倫理精神，企業管理以人為本，人治色彩濃厚，不太措意於制度建設，強調員工的道德操守，著重情義，與員工感情較深:97、120、123-124。民間宗教如一貫道、慈惠堂、儒宗神教等，也實踐儒家倫理思想，在台灣登記為「中國儒教會」的其實是鸞堂組織:239。

### 新儒家
當代新儒家借助西方哲學改造儒學，把儒家化約為思辨哲學:86，一面維護傳統道統的心性之學，一面以「曲通」方式開拓「學統」與「政統」，以吸納西方的民主與科學:11，被譽為儒家的第三期發展。新儒家學者力証現代化與儒學傳統並非互不相容:140，標明回歸傳統，主張通過重新闡釋和改造傳統，吸納西方現代的成就，振興中華並貢獻於世界。梁漱溟的終極嚮往是佛家，但主張為了生存，中國必先吸納以前進為導向的西方成就，然後回歸兼顧前進與後退雙向的中國文化，最後才皈依以後退為導向的佛家境界。熊十力則吸納了印度哲學，歸宗《易經》:10，創造《新唯識論》，成為新儒家的始祖。其弟子唐君毅《哲學概論》遍及流行的西方哲學潮流，而歸宗於黑格爾的絕對唯心論，致力於融合中西哲學。牟宗三精研邏輯，承繼康德的批判哲學，並以中土三教肯定了他「智的直覺」的體証:11。臺灣中央研究院院士余英時表示傳統王權皇朝所推崇的是三綱五常、不許犯上作亂、可被利用的儒家；新儒家是學術性、批判性的、絕非叫人不要犯上作亂。陳獨秀佩服孔子有教無類不講階級，也佩服孟子的「聞誅一夫紂矣，未聞弒君也」。

## 評價
自現代始，儒家曾飽受批評，繼後卻有峰迴路轉之勢。批评者顺应西方一些人的想法，认为儒家“过于保守”，没有“拼搏精神”等等。中国新文化运动中的鲁迅是传统儒家的主要反对者之一，他反对儒家提倡的君臣思想，认为那无异于借由个人崇拜实现的思想控制，并主张独立、创新、自主。鲁迅在讽刺小说《狂人日记》中，把中国几千年的封建社会比作“吃人的历史”。有反对声音表示，鲁迅要突破的封建礼教，是现代人广泛缺失的“责任心”和“道德观”。

### 關於現代化與經濟

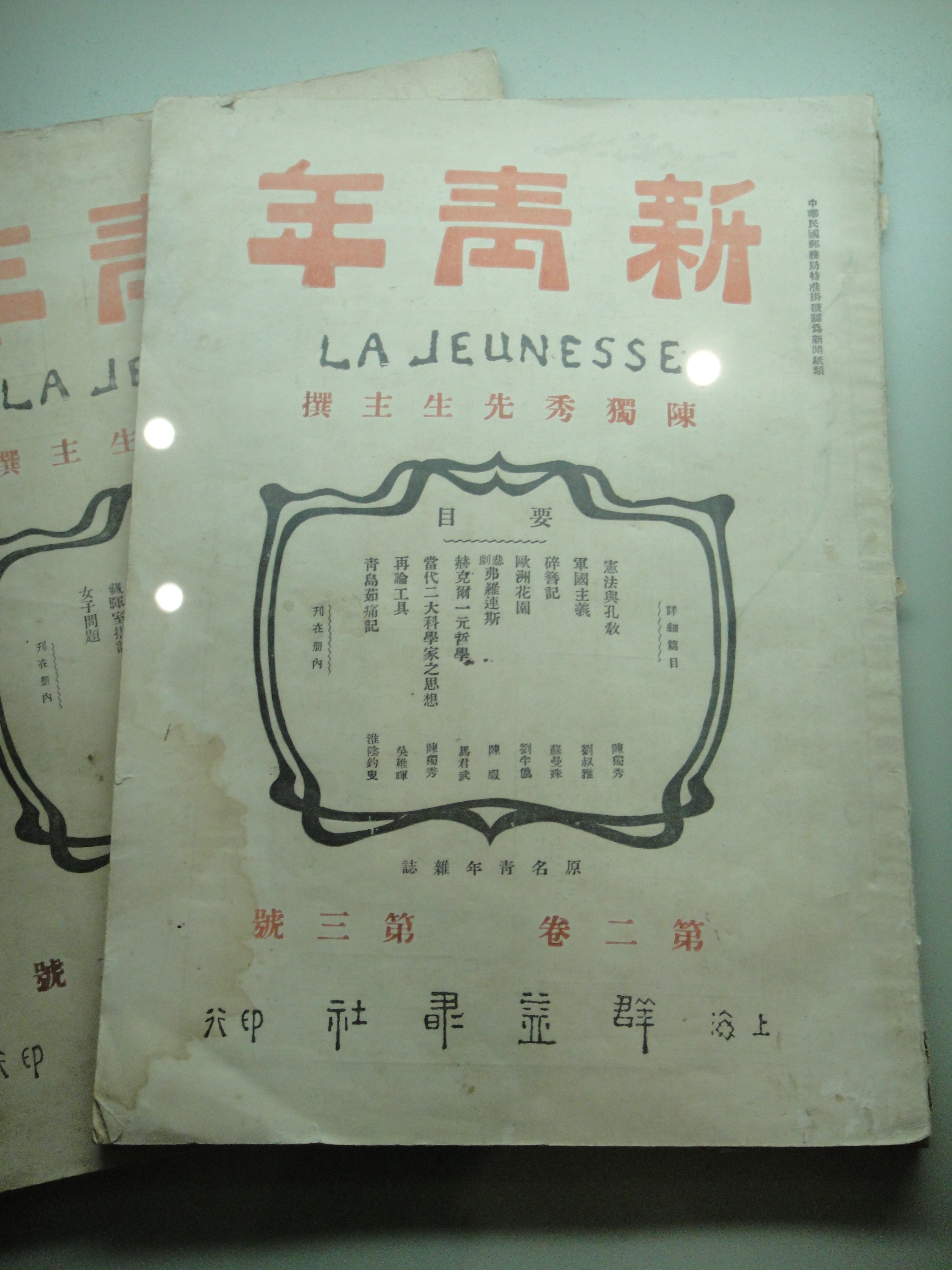
《新青年》

20世紀前期，《新青年》和新文化運動有力抨擊儒家思想，當時大多數知識份子的共識是，儒家傳統必須鏟除，中國才能現代化，陳獨秀、魯迅、吳稚暉、章太炎、劉師培等人政見各有不同，但都共同反孔。人們普遍相信，儒家是一種政治的意識形態，支持專制體制:251。從西方的自由主義思潮來看，儒家的家庭被視為「牢籠」，否定個人基本權利，鉗制青年的創造力。魯迅批評儒家家庭倫理只是「禮教」，互相殘害，巴金小說《家》反映了對家庭的批判。口號「打倒孔家店」，主要針對儒家家庭:131-132。當時，受過西方教育的知識份子大多認為，儒家重視權威，變成一種對個人、年輕人及女性的壓制，鉗制創造力，禮節矯揉造作，過時而偽善。三綱觀念被批評為三大繩索，控制臣民、青年和婦女，儒家倫理專制獨裁，是麻木不仁的剝削制度:138、94、125。1980年代，大部份大陸學者認為儒學妨礙中國邁向自由民主，強調集體高於個人，權威高於自由，責任大於權利，個人無權對抗國家，和諧合作優先於分歧和競爭，維護秩序和尊重統治者是核心價值，因此儒家是不民主或反民主的:1。

桃園文昌宮供俸的至聖先師

一些西方學者認為儒家有礙現代化。馬克斯·韋伯認為，儒家缺乏「入世制欲主義」，欠缺資本主義的精神動力:1，屬「適應現世的理性主義」:215，講求人與社會、宇宙間的調和適應，強調品德修養，君子不器，以致工商受阻，科技遲滯:34。在1950及1960年代，許多西方學者認為儒家與現代世界並不相容:138，儒家要求穩定，與現代化的條件背道而馳，使洋務運動終告失敗:35。有西方漢學家認為，儒家將消失於現實世界:15。
儒家思想對東亞的近現代經濟發展有多方面的影響。社會學家羅伯特·貝拉指出，德川幕府時期的儒家思想有利日本現代化:1，日本儒家強調臣民對政治領袖的精忠不二，有助政府調動資源，在現代化中擔當強大主導角色。但中國儒家重視孝大於忠，家族凌駕一切，則欠缺克服傳統的動力:36。現代東亞經濟成功，現代化形態有異於歐、美的現代化模式，社會學家彼得·柏格歸因於「通俗的」（vulgar）儒家思想，如尊重上下之別、獻身家庭、重視紀律、勤儉精神等:1、139。有學者認爲，儒家倫理有助大規模工業化；儒家強調自我克制，重視教育，文化普及，識字率高，人力資源豐富，力求掌握各種技術，工作態度嚴肅，對家庭有高度責任感，努力工作，勤於儲蓄，並以集體為先，重視紀律、人際關係及相互合作，上下有序，渾然一體，推動了20世紀後期東亞地區的工業化，有助日本和四小龍的經濟起飛:37-38。亦有學者指出，儒家並不關注擴張性的生產活動，對資本主義發展並無貢獻；現代儒家倫理可以起的作用，其實是限制資本與工業的過度發展，對政治和經濟活動作出人文主義的批評:52-53。

### 關於人文主義傳統與民主

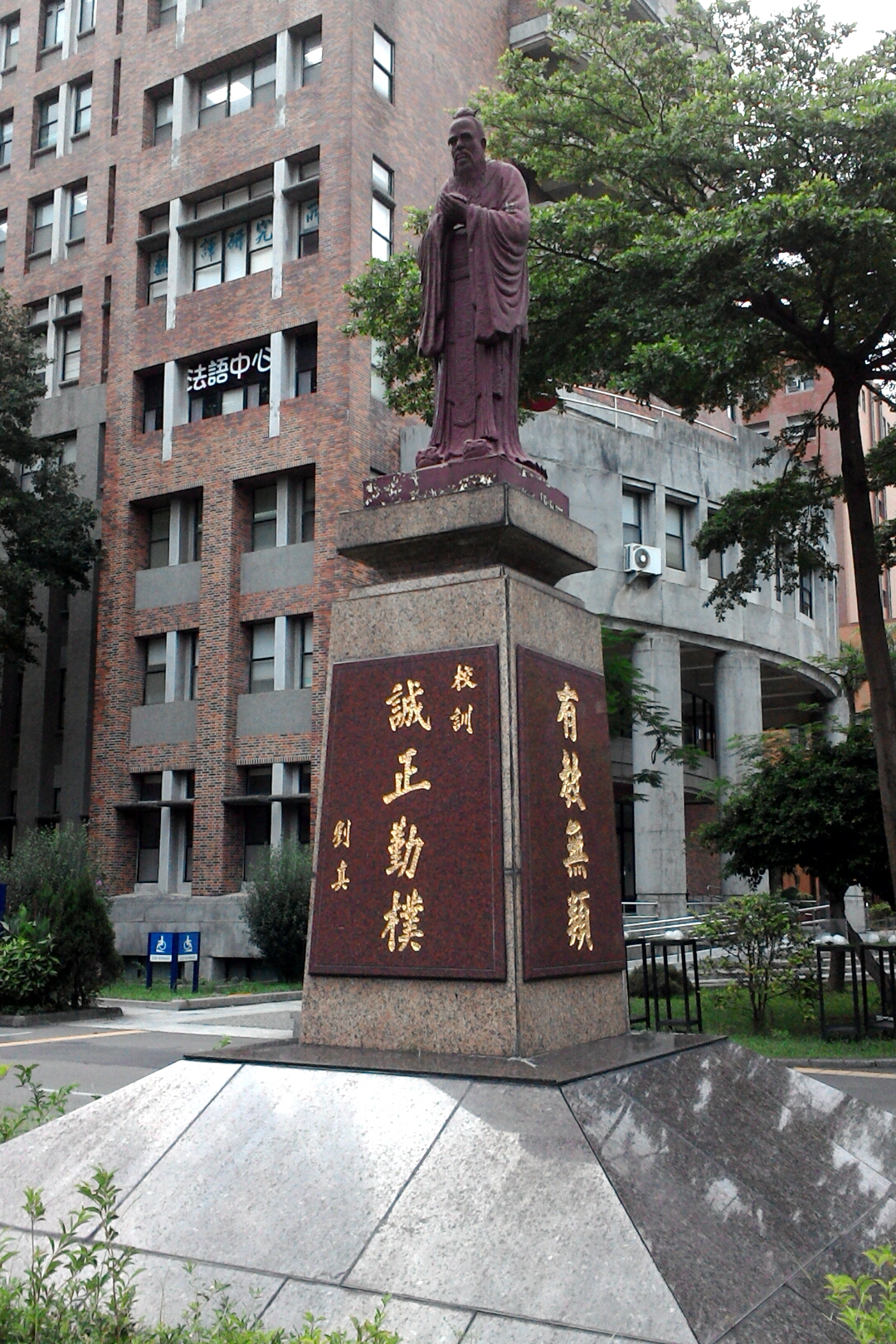
國立台灣師範大學內的孔子銅像

當代學者重估儒家的人文主義傳統:1。學術界公認，儒家是人類文明主要精神遺產，承認儒家對中國有許多貢獻，舊社會的許多缺點其實和儒家無關，當今中國人仍可在儒家文化中有所得著:139，儒家價值與現代文化並非勢不兩立，可以為中國的現代轉化提供精神動力:序7。主張復興儒家的學者認為，儒家思想有助於克服現代性危機，合乎中國發展所需，以重建中國文化的主體性和獨特性。儒家的理想與教誨，尤其是「君子之道」，有助於克服現代性的弊端，对於現代人安身立命、心性與道德修養、團結精神與公民責任的培育，都有重要和積極意義。儒家亦包含若干思想資源，可以和人權觀念相接榫，有助人權的落實:53、65。
在臺灣，近年隨著本土化、民主化和去中國化的發展，部分人士對儒家觀點提出了否定性乃至汙衊性的看法。例如有些學者傾向認為強調尊卑倫理而非普遍權利觀念的儒家文化是統治者奴化人民的極佳工具、阻礙台灣民主進程，傾向與儒家等傳統文化劃清界線，而更強調公民教育、公民社會、普世價值、人權教育、法治教育、多元文化與其他技能等:11。
此外，前總統李登輝亦曾對此表示亞洲價值被部份政治人物利用作為剝奪人權的藉口，成為部分國家走向完全民主的主要阻礙，並慶幸儒家傳統在臺灣並無深厚影響，對臺灣致力民主化干擾不大。。
但是，也有些學者對儒學與臺灣的民主自由之間的關係抱持著不同的觀點。例如美國加州佩珀代因大學社會科學系教授費約珥（英語：Joel Fetzer）與蘇波（英語：Christopher Soper）認為，儒學的基本價值使臺灣的民主化與政治自由化成為亞洲其他地區的典範。此外，哲學學者李明輝也認為儒家思想對於臺灣民主化與兩次的政權輪替較其他國家相對地平順，具有一定程度的貢獻。臺北市立大學副教授李淑珍則表示，儒家思想在臺灣民主化的進程中，既是助力也是阻力。

## 延伸閱讀
[在维基数据编辑]
 《史記/卷121》，出自司馬遷《史記》
有關儒家歷史
- 黃俊傑. . 台北: 喜瑪拉雅研究發展基金會. 2001  [2014-11-30]. ISBN 9869998070 （中文（繁體））.
- 黃俊傑. . 台北: 東大圖書公司. 1983  [2014-11-30]. （原始内容存档于2015-01-04） （中文（繁體））.
- 黃俊傑. . 台北: 台大出版中心. 2010  [2014-11-30]. ISBN 986024166X （中文（繁體））.
- 黃俊傑. . 黃俊傑、楊儒賓  (编).  (PDF). 台北: 正中書局. 1996: 1–19. ISBN 9570910801 （中文（繁體））.
- 黃俊傑. . 黃俊傑  (编).  (PDF). 台北: 台大出版中心. 2004: 305–336. ISBN 9869998038 （中文（繁體））.
- 黃俊傑.  (PDF). 《中國哲學史》. 2002, 2: 35–47  [2014-11-30] （中文（简体））.
- 黃俊傑.  (PDF). 《台大歷史學報》. 1999, 24: 1–28  [2014-11-30] （中文（繁體））.
- 杜維明. . 錢文忠 等 譯. 上海: 上海人民出版社. 2000. ISBN 7208034958. （原始内容存档于2015-01-04） （中文（简体））.
- 杜正勝.  (PDF). 《長庚人文社會學報》. 2011, 4 (1): 1–54  [2014-11-30]. （原始内容 (PDF)存档于2014-10-26） （中文（繁體））.
- 荒木見悟. . 杜勤 等 譯. 鄭州: 中州古籍出版社. 2005  [2014-11-30]. ISBN 7534822408. （原始内容存档于2015-01-04） （中文（简体））.
- 福井文雅. . 徐水生 等 譯. 武昌: 武漢大學出版社. 2010  [2014-11-30]. ISBN 7307076217. （原始内容存档于2015-01-04） （中文（简体））.
- 吳震.  (PDF). 《台灣東亞文明研究學刊》. 2011, 15: 301–320  [2014-11-30] （中文（繁體））.[永久]
- 李明輝.  (PDF). 《台灣東亞文明研究學刊》. 2009, 12: 221–226  [2014-11-30]. （原始内容 (PDF)存档于2015-09-23） （中文（繁體））.
- 黑住真. 嚴麗京 譯.  (PDF). 《二十一世紀》. 2004, 86: 21–27  [2014-11-30] （中文（繁體））.
- 狄百瑞（William Theodore de Bary）. . 黃水嬰 譯. 北京: 北京大學出版社. 2008  [2014-11-30]. ISBN 7301148151. （原始内容存档于2015-01-04） （中文（简体））.
- 李明輝. . 台北: 中央研究院中國文哲研究所. 1994  [2014-11-30]. ISBN 9576712327. （原始内容存档于2015-01-04） （中文（繁體））.
- 黃俊傑. . 北京: 中國社會科學出版社. 2001  [2014-11-30]. ISBN 7500429959. （原始内容存档于2015-01-04） （中文（简体））.
- 黃俊傑. . 李明輝  (编).  (PDF). 台北: 中央研究院中國文哲研究所籌備處. 1998: 155–194. ISBN 9576716128 （中文（繁體））.
- 黃俊傑. . 《台大歷史學報》. 1997, 21: 273–294  [2014-11-30] （中文（繁體））.

有關儒家思想
- 陳祖為. . 香港: 商務印書館. 2016. ISBN 9789620765490 （中文（繁體））.
- 傅佩榮. . 台北: 聯經出版事業股份有限公司. 2010  [2014-11-30]. ISBN 9789570837308 （中文（繁體））.
- 傅佩榮. . 台北: 聯經出版事業股份有限公司. 2010  [2014-11-30]. ISBN 9570836687 （中文（繁體））.
- 白彤東. . 北京: 北京大學出版社. 2009  [2014-11-30]. ISBN 7301151098. （原始内容存档于2015-01-04） （中文（简体））.
- 白彤東. . 開放時代. 2010  [2014-11-30] （中文（简体））.[永久]
- 吳汝鈞. . 台北: 台灣商務印書館. 1995  [2014-11-30]. ISBN 957051213X （中文（繁體））.
- 馬克斯·韋伯. . 王容芬 譯. 北京: 商務印書館. 1995  [2014-11-30]. ISBN 7100017092 （中文（简体））.
- 武內義雄. . 高明 譯. 上海: 太平書局. 1942. （原始内容存档于2015-01-04） （中文（繁體））.
- 劉述先. . 《臺灣東亞文明研究學刊》. 2004, 1 (1): 119–132  [2014-11-30]. （原始内容存档于2015-01-04） （中文（繁體））.
- 劉述先.  (PDF). 《二十一世紀》. 2000, 59: 115–117  [2014-11-30] （中文（繁體））.
- 黃俊傑. . 《台大歷史學報》. 1999, 23: 395–409  [2014-11-30] （中文（繁體））.
- 黃俊傑.  (PDF). 《台大歷史學報》. 2000, 25: 1–24  [2014-11-30] （中文（繁體））.
- 黃俊傑. . 愛思想. 2012-11-19  [2014-11-30] （中文（简体））.
- 杜維明. . 北京: 三聯書店. 1997  [2014-11-30]. ISBN 7108010933. （原始内容存档于2015-01-04） （中文（简体））.
- 杜維明. . 中國儒學網.   [2014-11-30] （中文（简体））.
- 杜維明. . 彭國翔 譯. 中國儒學網 （中文（简体））（一）（二）（三）（四）（五）（六）（七）（八）
- 李明輝. . 台北: 聯經出版事業公司. 1990  [2014-11-30]. ISBN 9570804041. （原始内容存档于2015-01-04） （中文（繁體））.
- 李明輝. . 愛思想. 2007-06-07  [2014-11-30] （中文（简体））.
- 哈佛燕京學社 (编). . 北京: 三聯書店. 2001  [2014-11-30]. ISBN 7108015803. （原始内容存档于2015-01-04） （中文（简体））.
- 安樂哲（Roger T. Ames）. . 愛思想. 2006-12-19  [2014-11-30] （中文（简体））.
- 安樂哲（Roger T. Ames）; 郝大维（David L. Hall）. . 愛思想. 2004-12-11  [2014-11-30] （中文（简体））.
- 安樂哲（Roger T. Ames）; 郝大维（David L. Hall）. . 愛思想. 2004-12-11  [2014-11-30] （中文（简体））.
- 姚新中. . 趙艷霞 譯. 北京: 中國社會科學出版社. 2002. ISBN 7500432429. （原始内容存档于2015-01-04） （中文（简体））.
- 黃勇. 崔亞琴 譯.  (PDF). 《中國文哲研究通訊》. 2013, 23 (3): 91–115  [2014-11-30] （中文（繁體））.
- 余國藩. 李奭學 譯.  (PDF). 《中國文哲研究通訊》. 2001, 11 (1): 135–146  [2014-11-30] （中文（繁體））.
- 何乏筆（Fabian Heubel）. . 李明輝、陳瑋芬  (编). . 台北: 中央硏究院中國文哲硏究所. 2004: 43–84. ISBN 9570171391 （中文（繁體））.[永久]

## 外部連結
- 「儒家網 （页面存档备份，存于）」
- 「中國儒學網 （页面存档备份，存于）」
- 「中華儒學網 （页面存档备份，存于）」
- 「國際儒學網 （页面存档备份，存于）」
- 「中國哲學書電子化計劃．儒家 （页面存档备份，存于）」